# Geografia comunei Hudești, Botoșani
Acest articol dezvoltă o secțiune Geografia comunei Hudești a articolului principal, Comuna Hudești, Botoșani.
Comuna Hudești este situată în partea de nord a județului Botoșani, localitatea Hudești fiind astăzi străbătută de drumul național DN29A. Comuna se află la intersecția paralelei de 48º10’25” latitudine nordică, cu meridianul 26º30’15” longitudine estică, în extremitatea nordică a României,
Comuna Hudesti se învecinează cu Ucraina ( râul Prut ) la nord-vest și orașul Darabani (satul Bajura) la nord-est, comuna Concești la est, comuna Havârna la sud est, comuna George Enescu la sud și comuna Suharău la sud și sud vest. Suprafața comunei este de 10.400ha - 10.449ha, Hudești fiind cea mai mare comună din județul Botoșani. Cel mai înalt punct al reliefului este vârful dealului Poiana Nantă la 287,7m și cel mai de jos se află pe Valea Prutului, foarte aproape de Balta Gheorghiu la altitudinea de 121m. A doua cea mai înaltă altitudine este pe Dealul Bașeului la 233m. Toate dealurile din partea de sud-est și est au formă de platouri adecvate pentru practicarea agriculturii. În partea de nord și nord-vest de satul Hudești, majoritatea dealurilor sunt împădurite, expepție făcând Dealul Bărăncii și Dealul Țurcanului.
Conform unui raport de mediu elaborat în 2011 resursele subsolului constau din depozite de nisipuri silicioase în Hudești și Alba, ghipsuri în Hudești, Suharău și Concești, gresii în Hudești, pietrișuri în Baranca, tufuri în Hudești.

## Repere geografice
Comuna Hudești este situată în partea de nord a județului Botoșani, localitatea Hudești fiind astăzi străbătută de drumul național 29A. Comuna se află la intersecția paralelei de 48º10’25” latitudine nordică, cu meridianul 26º30’15” longitudine estică, în extremitatea nordică a României, având următoarele vecinătăți:
- în nord: râul Prut ca graniță între România și Ucraina;
- în vest: comuna Suharău cu satele limitrofe: Oroftiana, Suharău, Lișna și Izvoare;
- în sud: comuna George Enescu cu satul Stânca;
- în sud și sud-est: comuna Havârna cu satul Havârna;
- în est: comuna Concești cu satele Concești și Movileni;
- în nord-est: Orașul Darabani cu satul Bajura.

Suprafața comunei este de 10.400ha - 10.449ha, Hudești fiind cea mai mare comună din județul Botoșani. Teritoriul comunei se împarte în:
- terenuri agricole 7.385ha, din care 5.495ha arabil, 1.540ha pășuni, 202ha fânețe, 13ha vii, 42ha livezi;[4]
- terenuri neagricole, din care terenuri forestiere 2.120ha, 507ha iazuri și bălți și 611ha poteci, drumuri publice, construcții și alte terenuri neproductive.[5]

Relieful face parte din Câmpia Moldovei (Jijiei), o componentă a Podișului Moldovei. Solul este format majoritar din cernoziomuri mediu levigate, adecvate practicării agriculturii. În zonele împădurite cu foioase se regăsesc solurile brune de pădure și soluri cenușii, iar în lunca Bașeului sau a afluenților acestuia predomină solurile aluvionare. În adâncimea scoarței există formațiuni compacte de piatră de carieră și cantități semnificative de nisip cuarțos care se folosește la prelucrarea porțelanurilor și sticlei. Extragerea nisipului cuarțos s-a făcut de-a lungul timpului în locul denumit de localnici „Șes Bordeanu”, aflat între satele Bașeu și Alba. În anul 2009, exploatările se derulau în zona podului dintre satele Bașeu și Hudești, numit „Șes Bompa”.
Conform unui raport de mediu elaborat în 2011 resursele subsolului constau din depozite de nisipuri silicioase în Hudești și Alba, ghipsuri în Hudești, Suharău și Concești, gresii în Hudești, pietrișuri în Baranca, tufuri în Hudești.
Cel mai înalt punct al reliefului este vârful dealului Poiana Nantă la 287,7m și cel mai de jos se află pe Valea Prutului, foarte aproape de Balta Gheorghiu la altitudinea de 121m. A doua cea mai înaltă altitudine este pe Dealul Bașeului la 233m. Toate dealurile din partea de sud-est și est au formă de platouri adecvate pentru practicarea agriculturii. În partea de nord și nord-vest de satul Hudești, majoritatea dealurilor sunt împădurite, expepție făcând Dealul Bărăncii și Dealul Țurcanului. Cele mai bune locuri pentru agricultură sunt terenurile de pe dealurile Lișna, Puturoasa, Podul Manolii, Cuzoiaia, Ceacâr, Dealul Izvorului, Grâie, Dealul Crucii, Cresneanu, Ciritei etc.
Situat în partea de vest a satului Hudești, „Iazul La Axinte” a fost construit în albia majoră a pârâului Bașeu prin stăvilirea acestuia în primul sfert al secolului al XX-lea, cu o suprafață de aproximativ 20 ha. Situat la poalele Dealului Bașeu, „Iazul la Bașeu (Velniță)” a fost realizat prin stăvilirea Bașeului pe la mijlocul secolului al XIX-lea. „Izâtura”, așa cum o denumesc localnicii, a cedat în timp și actualul iaz a fost făcut prin muncă voluntară între anii 1961 - 1962, cu o suprafață de circa 23 ha. „Iazul la Cal Alb”, situat în partea de est a comunei Hudești, a fost amenajat în anul 1973, cu o suprafață de aproximativ 155 ha.
Principala vale care străbate teritoriul comunal este Valea Bașeului pe care curge părăul Bașeu, acesta fiind zăgăzuit în cele trei iazuri menționate în documente istorice încă din secolul al XVI-lea: Iazul Velnița, Iazul Morarului, Iazul Axinte și mai jos - Iazul Calul Alb ( 186ha ). Părăul Bașeu își are izvorul sub panta unui deal din apropierea satului Cristinești și trece pe teritoriul comunei Suharău, după care prin comunele Hudești, Havârna, Știubieni, preia apele părăului Podriga lângă localitatea Săveni și apoi se varsă în râul Prut. Bașeul preia pe parcursul lui prin comuna Hudești apele afluenților - părăul Alb, Ursoiu, Floroiu, părăul Carierei, Șipotului, părăul Morii, Răstoaca și părăul Vatra ( Satului ).
Vegetația acestui areal geografic este specifică zonei de stepă și silvostepă. Aici regăsim fânețe și pășuni, zone unde predomină rogozul, papura și de-a lungul pâraielor și iazurilor, multe pâlcuri de stufăriș. În partea dinspre Prut se găsesc zonele împădurite pe suprafețe întinse cu stejar, ulm, carpen, paltin, plop, jugastru, fag, salcie etc. Toată această vegetație a permis existența unei faune diversificate formată din căprioare, mistreți, vulpi, veverițe, păsări de pradă și multe specii de rozătoare.

## Clima
Din punct de vedere climatic, comuna Hudești prin poziționarea ei în nord-estul României resimte o influență a râului Prut care aduce în anumite perioade ale anului curenți de aer rece ce-și trag originea din regiunea izvoarelor lui. Pentru zona geografică în care este așezată comuna, Munții Carpați nu mai reprezintă o opreliște pentru vânturile ce pătrund în România dinspre Câmpia Rusă, ei fiind mai degrabă un obstacol al influențelor meridionale care se propagă dinspre sud-vest. Toamna începe adesea în luna septembrie iar primăvara, uneori, din luna mai. Din aceste motive se manifestă ierni prelungite, chiar dacă sunt deficitare în precipitații.
De multe ori iernile sunt lungi, ocupând aproape o jumătate de an cu multe nopți geroase din cauza migrației aerului polar care vine din nordul teritoriului. Din cauza Crivățului nordic ce bate cu 60 - 70km/oră și troienește drumurile, indicele de confort termic este scăzut. În unii ani, iarna se termină în luna aprilie și începe în primele zile ale lunii noiembrie, minimele termice atingând -30°C. Anii cu ierni friguroase sunt uneori urmați de ani cu ierni blânde. Stratul de zăpadă este de până la 20 - 30cm.
Din cauza crivățului, uscat pe timpul verii și geros pe timp de iarnă, așezarea are un climat de tip continental excesiv. Temperatura medie anuală este de peste 7ºC și temperaturile extreme se încadrează în această tipologie, cea maximă a fost înregistrată în 1968 de +39ºC și minima de -32ºC în 1971. Datorită mediei anuale au fost înregistrate precipitații variate în funcție de anotimp ( ninsoare, lapoviță, chiciură, brumă, rouă, grindină sau ploaie ) cu o mare intensitate, regula fiind de scurtă durată. În memoria colectivă au fost păstrate inundațiile din 1955, 1965, 1969 și 1970. Perioadele de secetă excesivă și prelungită au fost înregistrate în anii 1904, 1907, 1945, 1946, care au adus foametea în comună, 1964, 1968, și 2004. În acei ani au fost compromise toate culturile de cereale de pe teritoriul comunal.
Din cauza inundațiilor, comuna Hudești are terenuri degradate prin eroziuni cauzate de ploile torențiale - ogașe, torenți și ravene, suprafața totală afectată încadrându-se între 50 - 100ha. Terenurile care s-au degradat prin alunecările de teren se regăsesc pe versanții cuestiformi ai Bașeului. Fenomenul se manifestă pe vârful teraselor dar și pe versanții care au roci plastice, gresii și nisipuri. Suprafețele afectate înregistrează între 50 - 100ha.
Datorită situării geografice a satelor de-a lungul râului Prut, ameliorarea fenomenelor de secetă s-a putut realiza prin amenajarea unor lacuri antropice, așa cum sunt iazurile „Axinte” și „Bașeu” ( Velniță ) dar și a complexului hidrografic „Cal Alb”. Astfel s-au creat și surse suplimentare de existență locală, pentru că pe lângă diversitatea piscicolă naturală din râul Bașeu, compusă din specii precum carasul, țiparul, crapul și zvârluga, s-au populat iazurile nou construite cu specii ca somnul, șalăul, ciprinide asiatice, sturion ș.a.m.d. Bazinul iazului „Cal Alb” a preluat apele din albiile minore ale Bașeului și ale afluenților lui ca pâraiele „Alba”, „Ciolac” și „Carieră”.
Sezonul cald este caracterizat de două situații sinoptice. Una este cea în care se resimte aerul rece cu intensificări de vânt dinspre nord și precipitații, cu averse numeroase, descărcări electrice și grindină.  Cealaltă situație este cea a vremii secetoase cu cer senin care apare din cauza unui anticiclon de mare înălțime ce vine dinspre estul continentului favorizând pătrunderea în regiune a aerului tropical. Temperaturile maxime din timpul verilor de până în anul 2010 au fost de până +35°C.

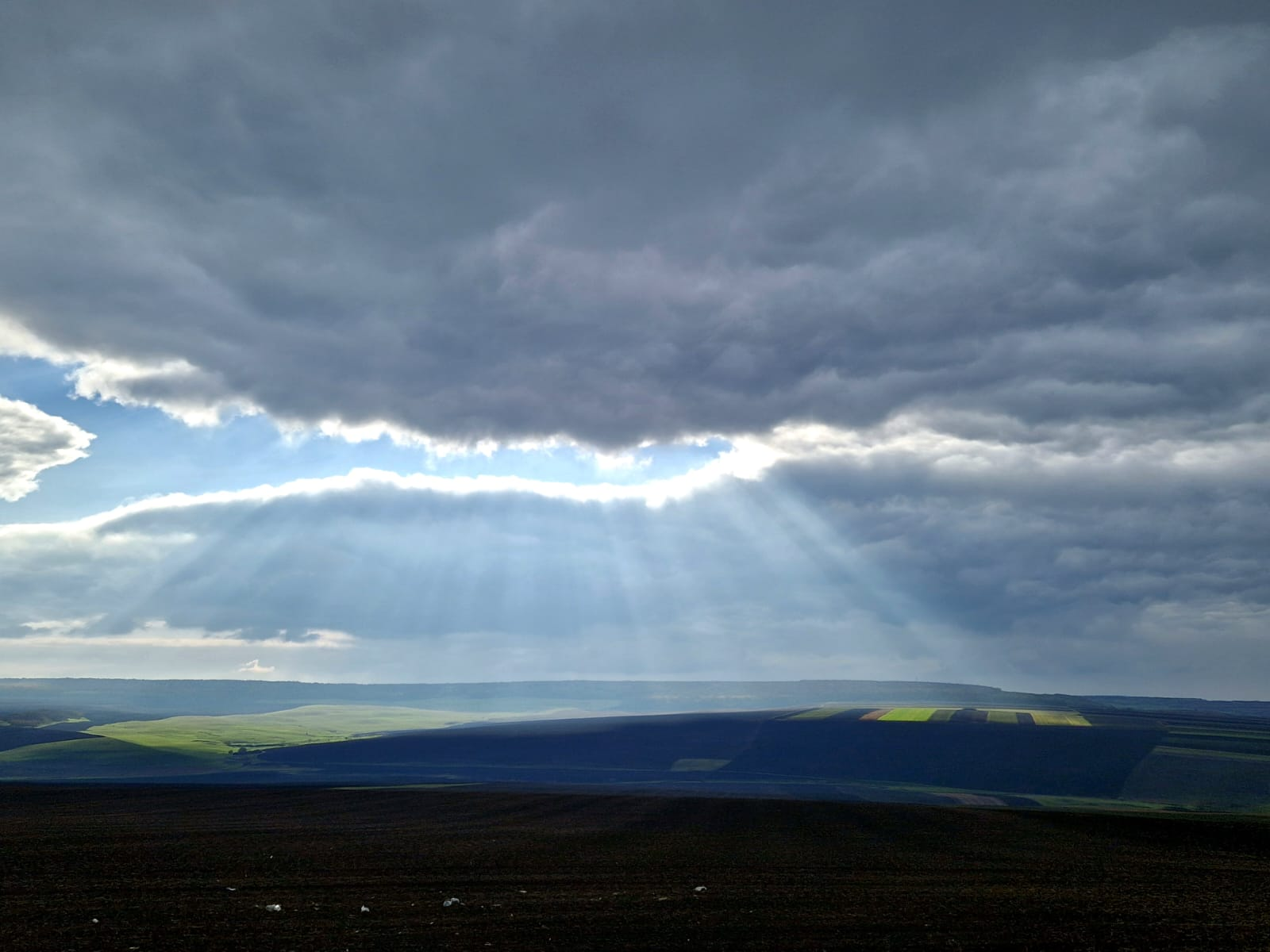
După ploaie la Hudești
- Hudești - Vatra - Iarnă grea
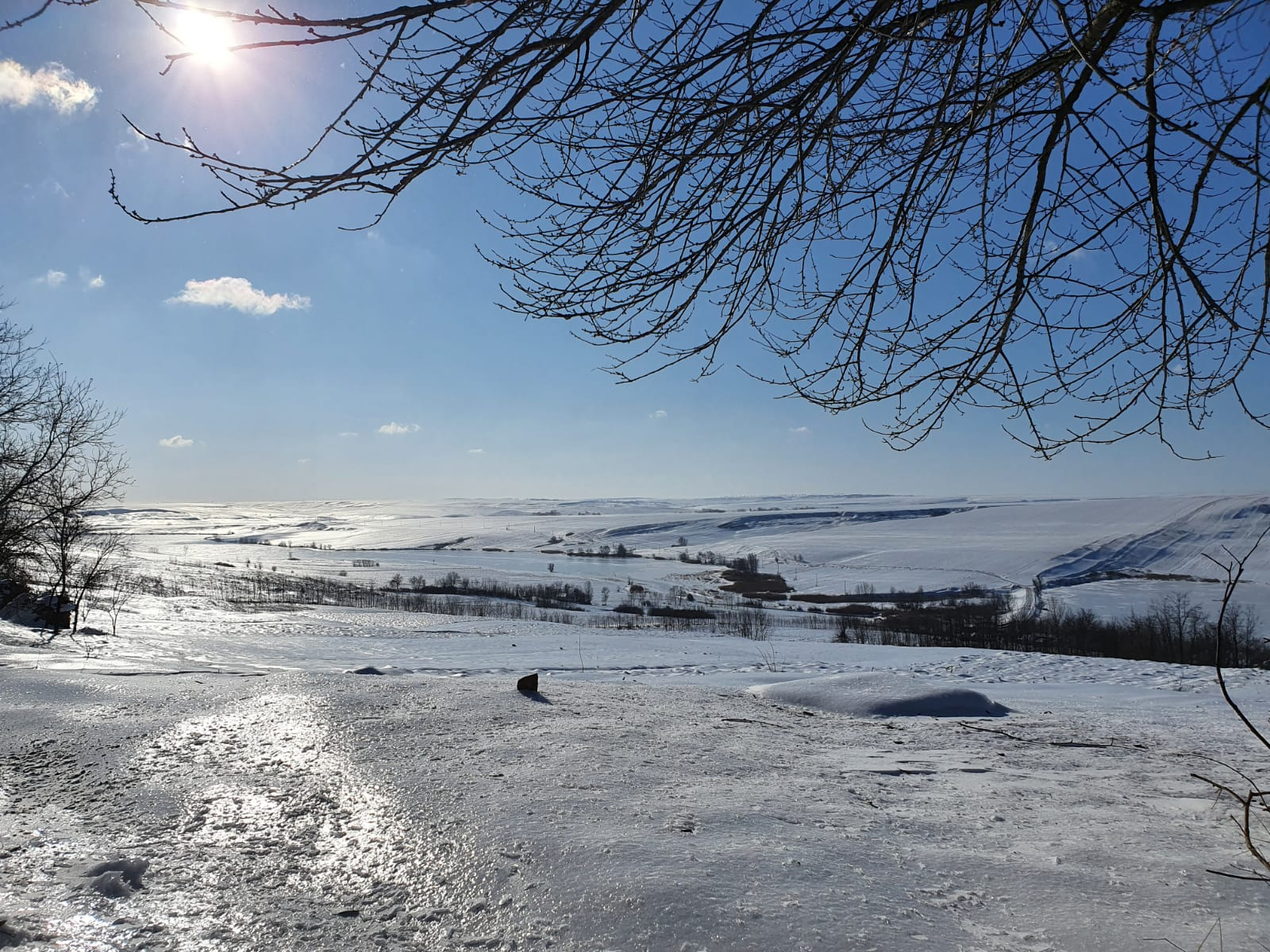
Iazul Cal Alb iarna
- Hudești - Vatra - La săniuș
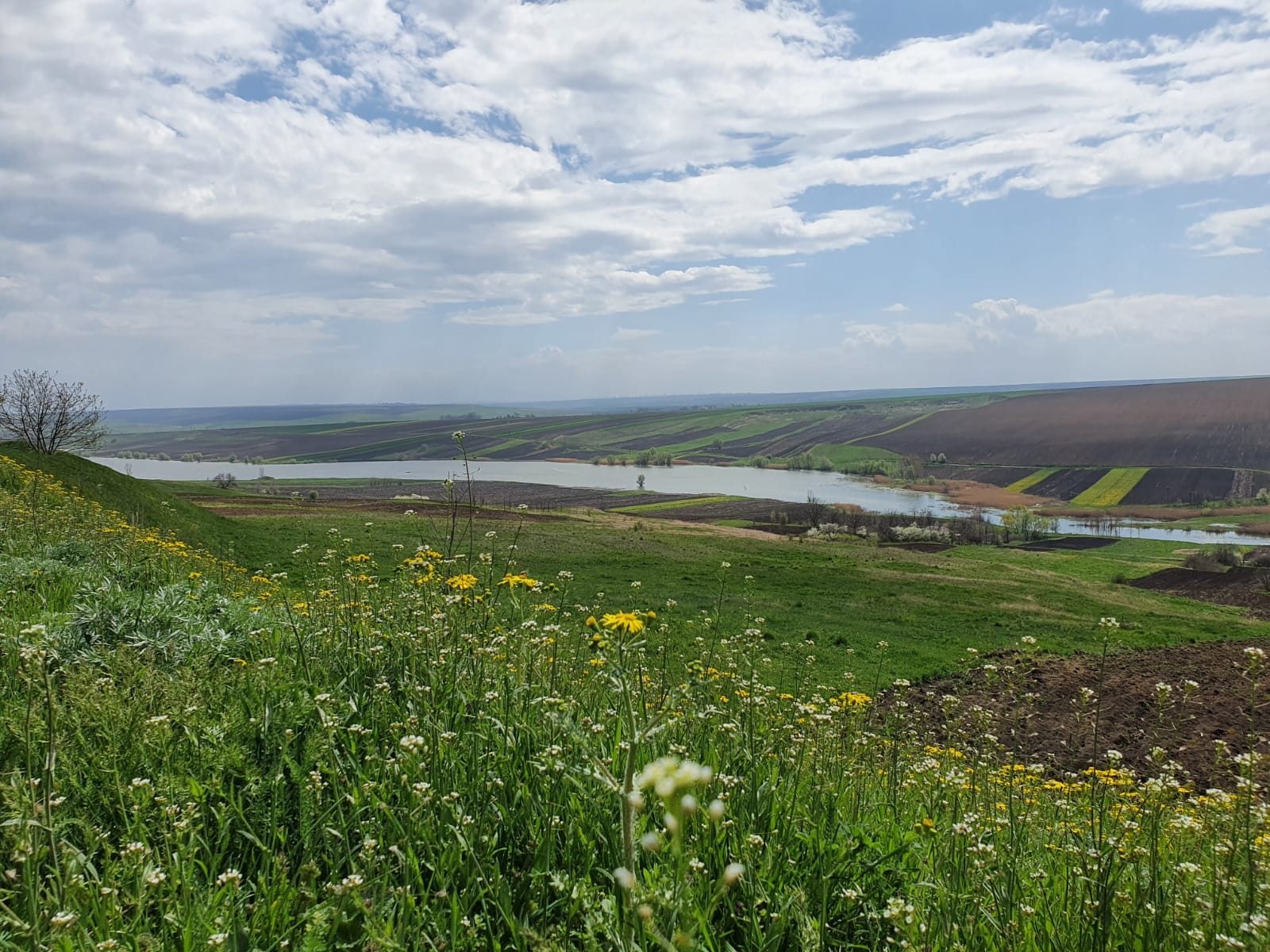
Hudești - primăvara la Iazul Cal Alb

Precipitațiile medii anuale sunt de peste 500ml/m². Au existat ani, așa cum au fost 2005 și 2008, când media a fost de până în 1000ml/m² și chiar peste. Cele mai multe ploi cad în lunile iulie și august, dar uneori și în mai, de unde și zicala locală „... dacă plouă în mai, mănânci mălai”. Luna cu media cea mai scăzută în precipitați este luna februarie. Se întâmplă foarte rar ca lunile mai și iunie să fie lipsite de precipitații. Ploile torențiale sunt rare, dar și atunci când se manifestă sunt abundente și provoaca mari pagube materiale.
O compensare la perioadele de secetă se face parțial, prin irigarea unei bune părți a terenurilor agricole de la ferma lui Costel Nazare, din bazinul hidrografic al Iazului Calul Alb. Originile vânturilor care bat frecvent pe aici sunt din partea de nord și nord-estul României și au o viteză medie de 3 - 4m/s. Vânturile puternice își fac simțită prezența circa 25 - 30 zile/an.

## Apele subterane și de suprafață

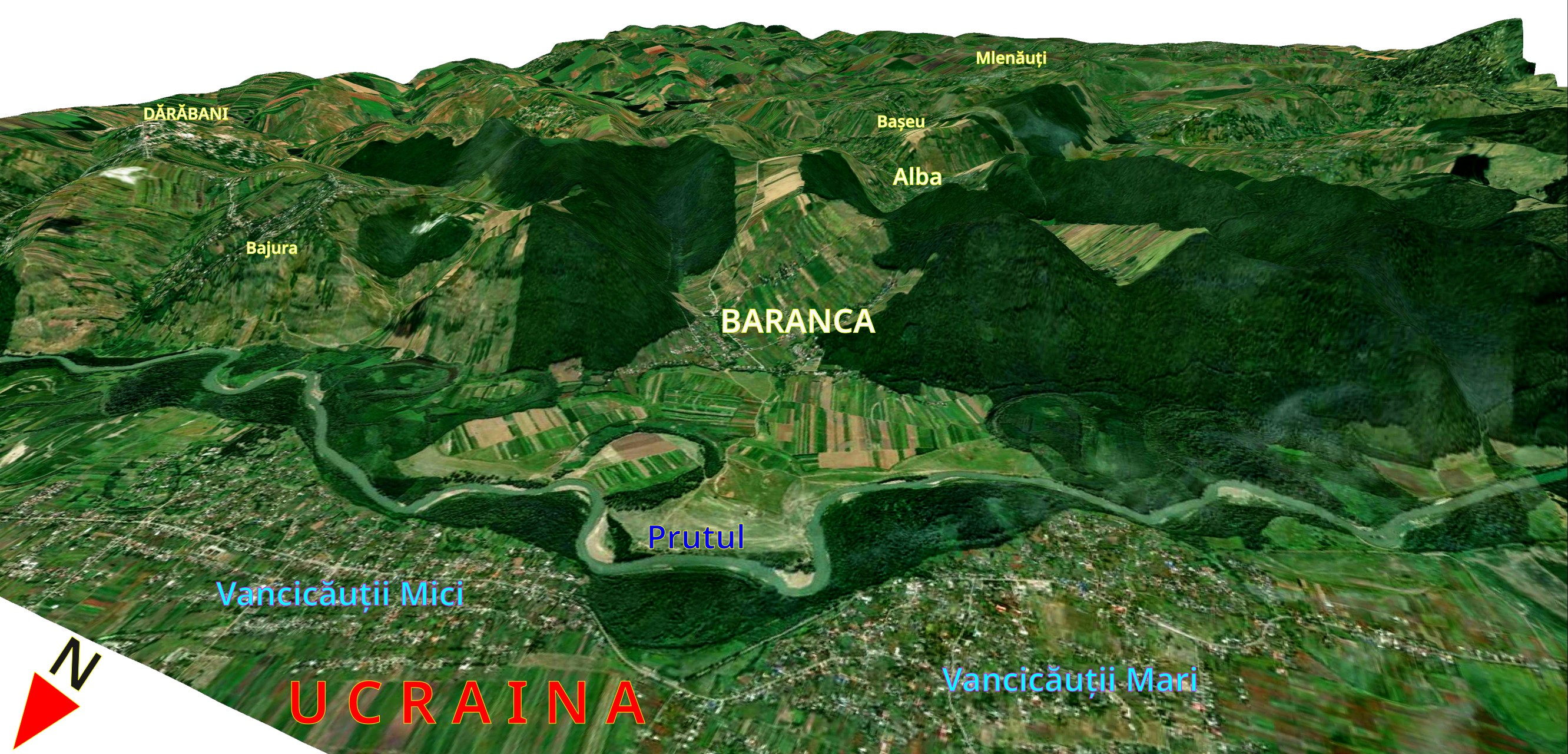
Baranca și cursul Prutului (vedere nord-sud) - modelare 3D

Categoriile principale ale resurselor de apă de pe teritoriul comunal îl reprezintă apele subterane și cele de suprafață - curgătoare si cele stătătoare - lacurile și iazurile. Din cauza unei mari variații a volumului de precipitații care se înregistrează în cursul unui an, acesta fiind principala sursă de alimentare a apelor subterane, se produc mari variații la nivelul hidrostatic al acestora. Din cauza perioadelor de secetă prelungită, unele orizonturi se epuizează în totalitate ca urmare a unei exploatări intense. Din aceste motive la care se mai adaugă și fenomenul de pierdere prin evapo-transpirație de la nivelul solului, resursele de apă sunt deficitare.
Comuna Hudești este traversată aproape în întregime de râul Bașeu care colectează afluenți de-a stânga și de-a dreapta, afluenți care seacă în timpul lunilor de vară secetoase. Izvorăște de la Cristinești, se varsă în Prut în apropiere de Ștefănești, și are o lungime de 106km, un debit mediu anual de circa 1.8m³/s și un bazin hidrografic de 961km² . Pe cursul lui sunt amenajate mai multe iazuri ca Iazul  Velniței ( 30ha ), zis în trecut Iazul lui Frank, Iazul Axinte ( 13.6ha ), Iazul Calul ALb ( 180ha ), Iazul de la Bobești ( 39ha ) și bazinele piscicole  din Șesul Comândatului și Iazul de la Ernist. Trei din aceste iazuri au existat și în trecut, ele fiind menționate prin documentele istorice sau dicționare. Acestea sunt Iazul Cal Alb ce avea o suprafață de 45ha, Iazul Aștinoaiei ( Axinte ) cu 28ha și Iazul Velniței cu 32ha. Bașeul provoacă adesea în verile ploioase inundații în șesurile aflate de-a lungul lui.
Iazul Cal Alb are un volum total de 16.280 milioane de m³ de apă dulce din care volumul util este de 4.950 milioane de m³. Are un stadiu trofic de tip eutrof si a fost creat pentru piscicultură, atenuarea viiturilor și irigații. Este unul dintre cele mai importante lacuri din județul Botoșani alături de acumularea Stânca-Costești, Lacul Bucecea, Lacul Rogojești și Lacul de acumulare Negreni.

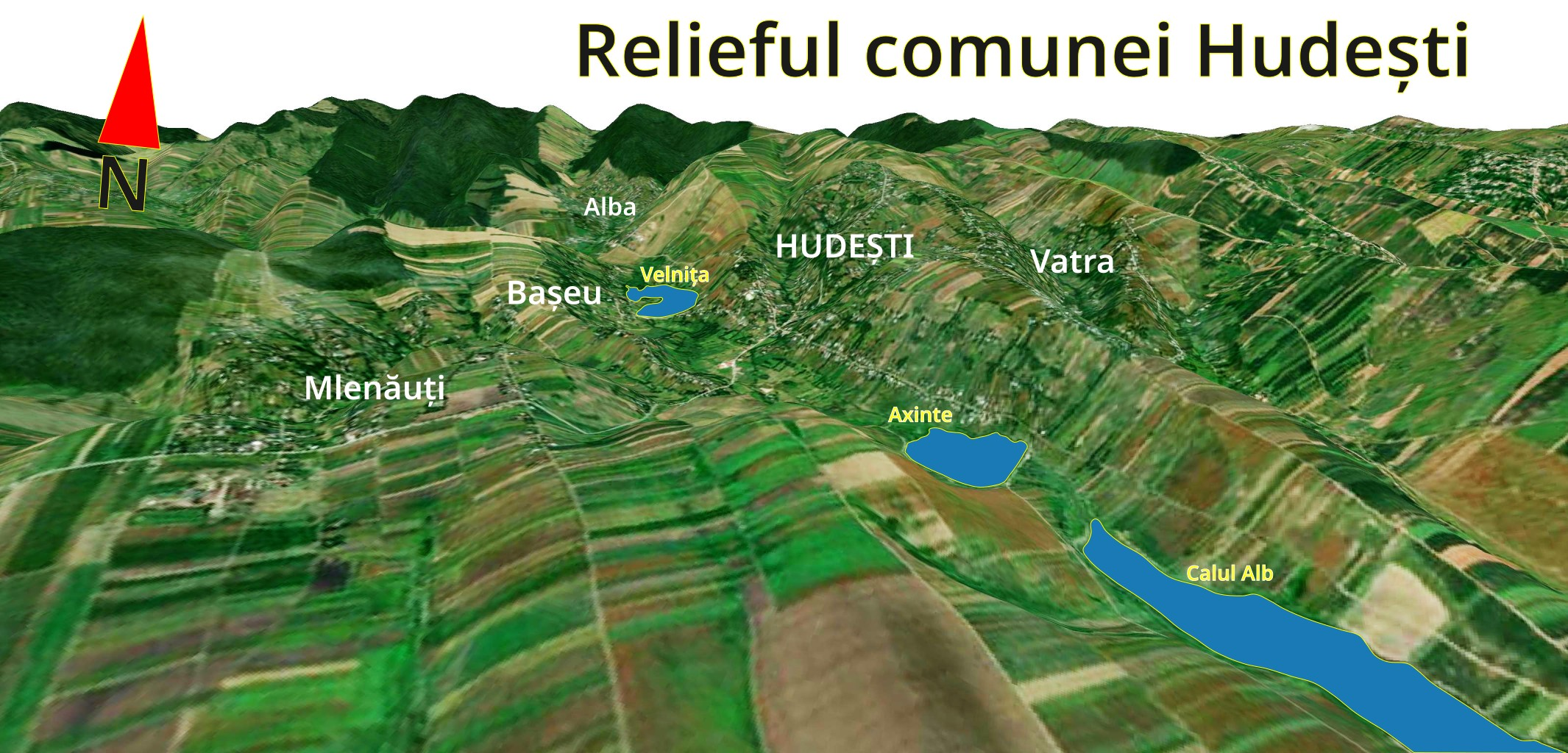
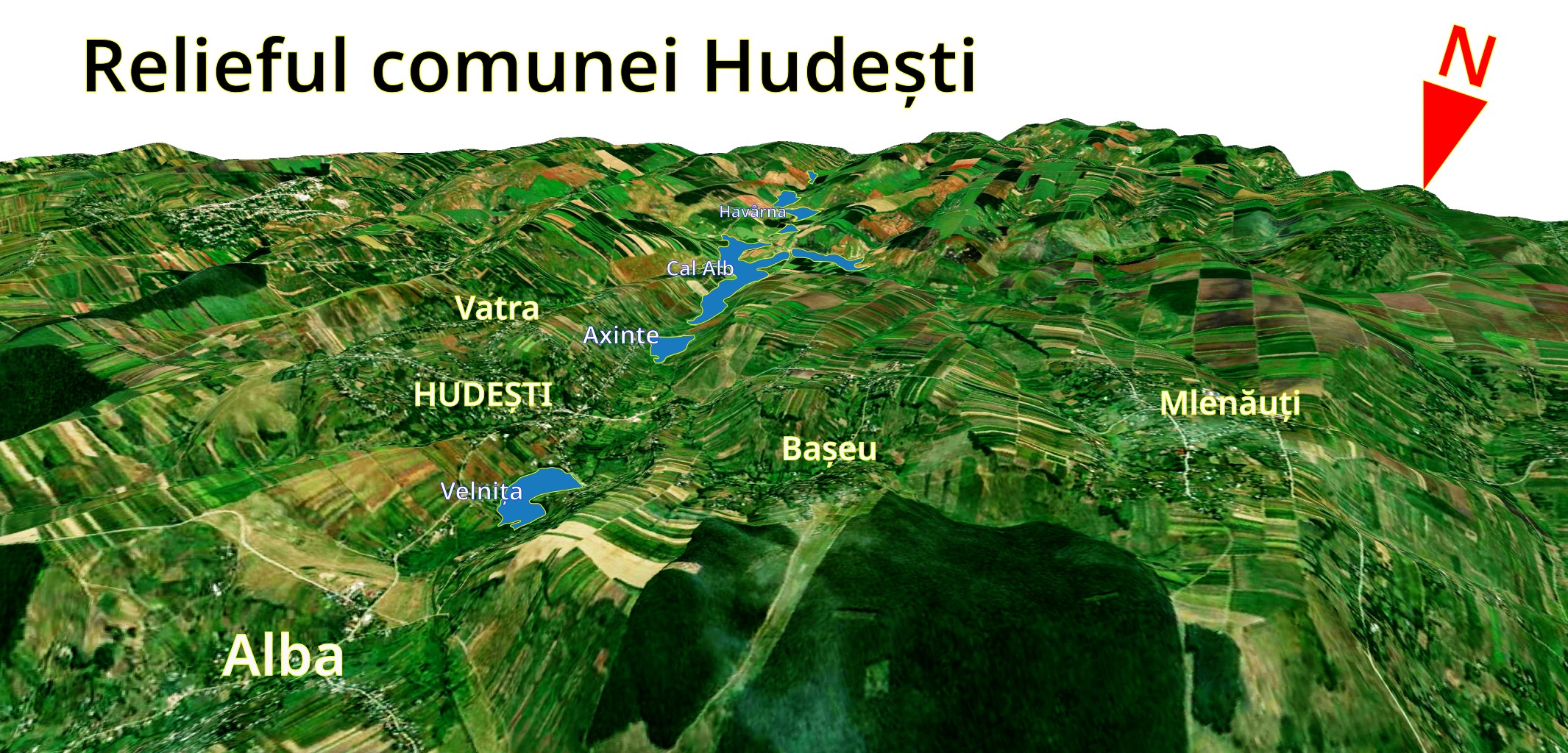

Făcând abstracție de iazurile Bașeului, pe acest teritoriu se regăsesc și alte iazuri:
- la Alba - iazul din pădure de la Laurențiu Căpraru și iazul Dracului care colectează mai multe păraie și se varsă în părăul Floroiu;
- la Mlenăuți - iazul Isopescu ( 4ha ) și iazul Morii ( cca. 5ha ).

În trecut, lângă barajele ( iezături ) iazurilor au existat mori de apă unde se măcinau cerealele.
Afluenții Bașeului aflați pe teritoriul comunal sunt:
- pe partea dreaptă:

- părăul Șipotului ( 2.5km ) ce curge prin Mlenăuți, care avea în trecut pe cursul lui mai multe mori de apă, se varsă înainte de Podul Cașca.
- părăul Morii ( 1.5km ) care izvorăște în proximitatea satului Stânca și are o mică acumulare de apă. În el se varsă părăul Cenușei ( cca. 1km ). Înainte de vărsarea lui în Bașeu, el se unește cu părăul Puturoasa, numele acestuia venind de la apa lui rău mirositoare;
- părăul Pâșcovului care izvorăște de la Pâșcov-Ochi.

- pe partea stângă:

- părăul Alb, Floroiu și Ursoiu ( 3km ) care vin din pădurile de lângă Prut
- părăul Carierei care izvorăște de sub Dealul Țurcanilor și Rotunda. El are un afluent, părăul Livezii, care se varsă în el în zona centrală a Hudeștilor.
- părăul Satului, zis și Vatra, care izvorăște dintr-un loc numit În Poiană, trece prin satul Vatra și se varsă în Iazul Calul Alb
- părăul Ulucea ( Gârla Ghidului ) care se varsă în Iazul Calul Alb.
- spre sud-est, părăul Izvorul Bobești și părăul de la Manolea lui Strugariu.
- părăul Răstoaca de lângă Prut colectează apele Plopișului ce izvorăște din Pădurea Șindrilița și trece prin Baranca

- diverse izvoare mai puternice - izvorul de la Fântâna Doamnei, cel de la Cișmea, de la Cresneanu, de la Izvoare ( Vatra ) și cel de la Bobești.

În comuna Hudești există o mulțime de bălți care seacă pe timpul verii și se reîmprospătează în sezoanele ploiase. Multe din ele au fost desecate și au rămas memoriei lor doar numele locurilor ca - Băltoaia, Colacul Bălții de la Baranca sau Mlenăuți, Balta Popei, Balta Gheorghiu ( Balta Căprarului ), Balta lui Ivan etc. Capitolul fântâni, este și el bine reprezentat datorită unei pânze freatice bogate însă, din cauza poluării excesive cu îngrășăminte chimice, apa are concentrații mari de nitriți și nitrați, adică apa a devenit de-a lungul timpului nepotabilă. Apa potabilă se găsește la mai toate șipotele din cadrul comunei. Există de asemenea o stație de alimentare cu apă cu parametrii acceptabili pentru consum, ea furnizând apa în satul Hudești și Vatra. Satul Bașeu are și el o rețea de distribuție proprie.

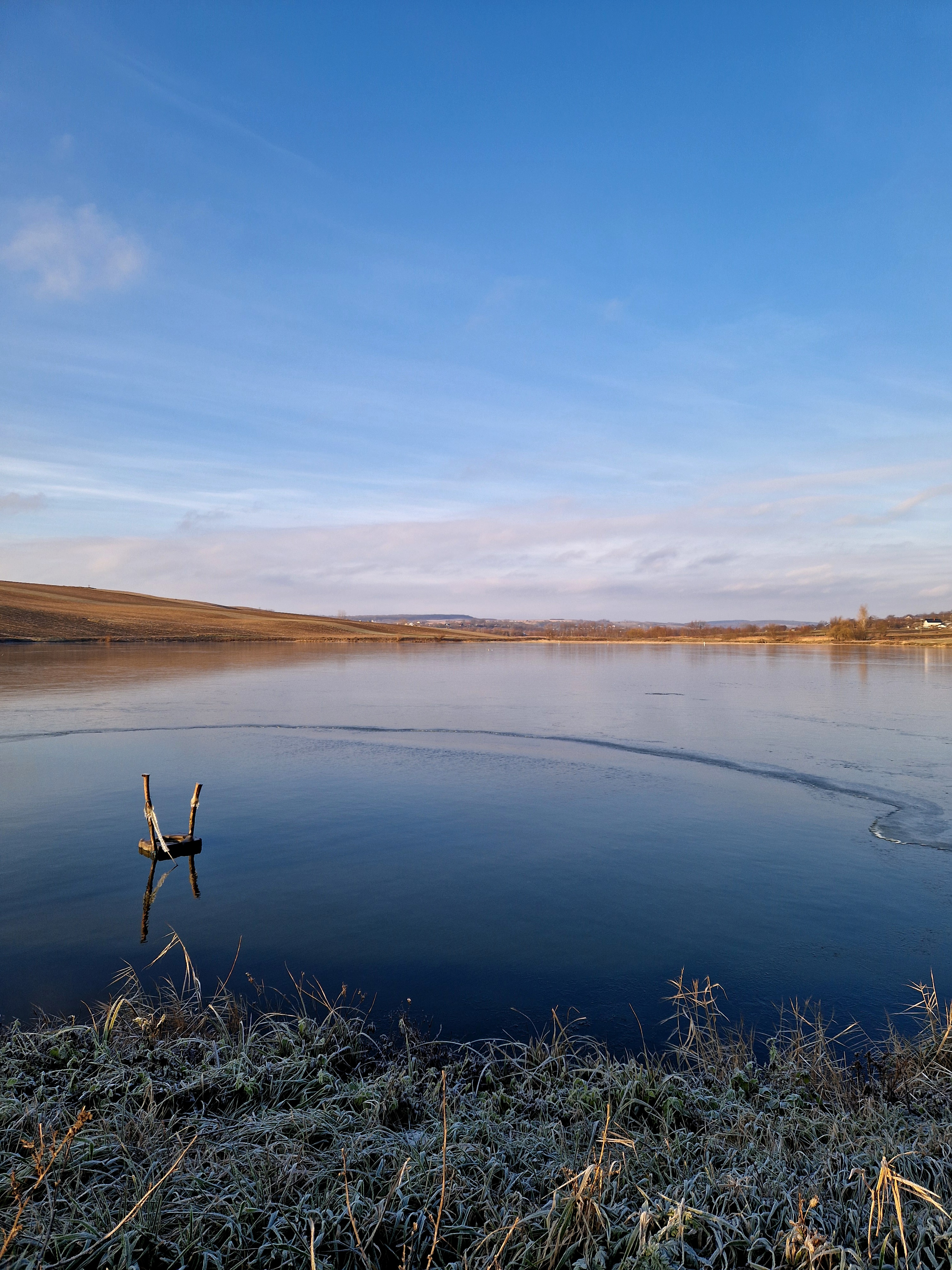
Iazul Calul Alb iarna
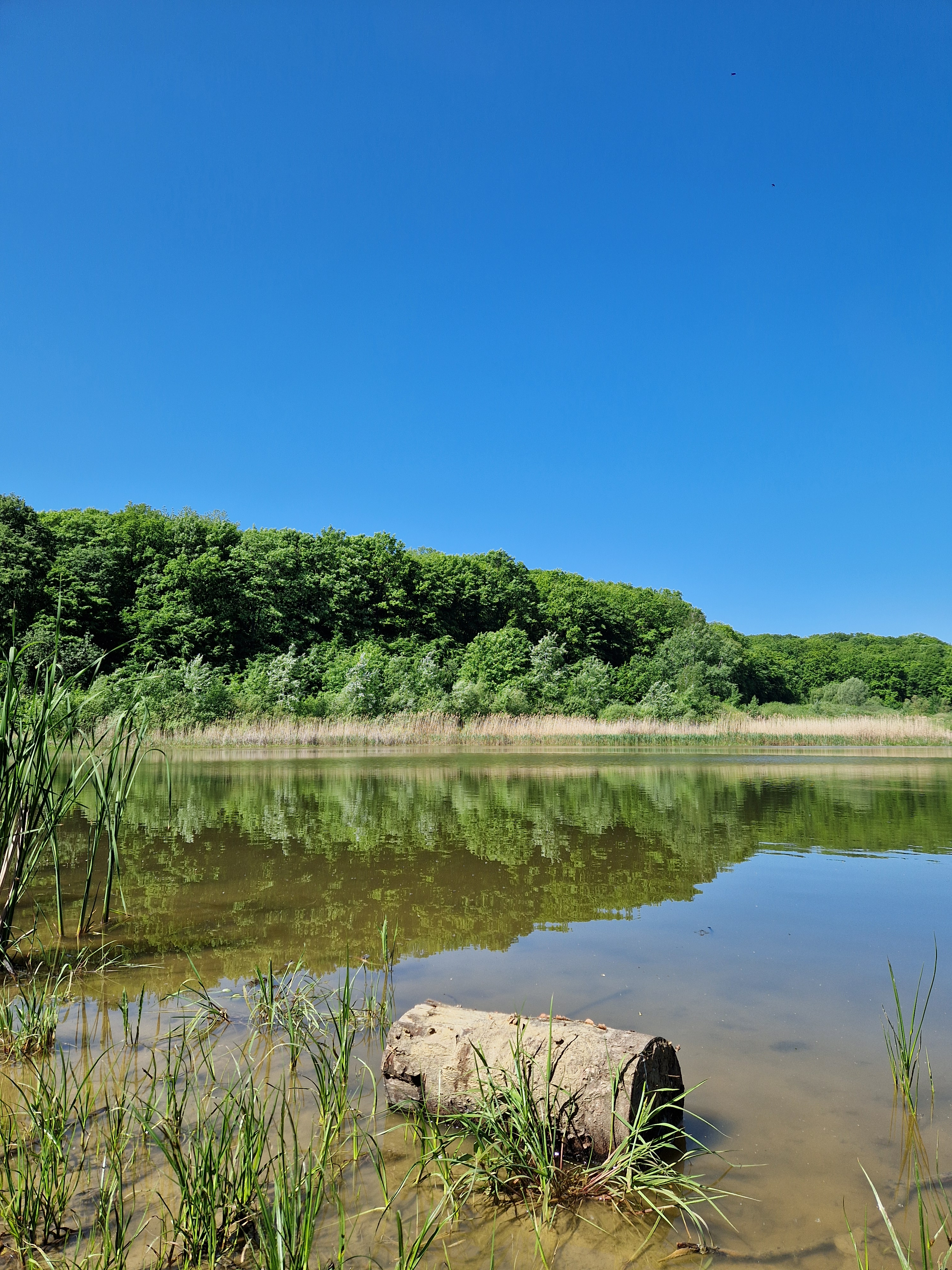
Iaz de la Hudești - Alba, denumit în trecut Iazul la Laurențiu Căpraru (pădurar)
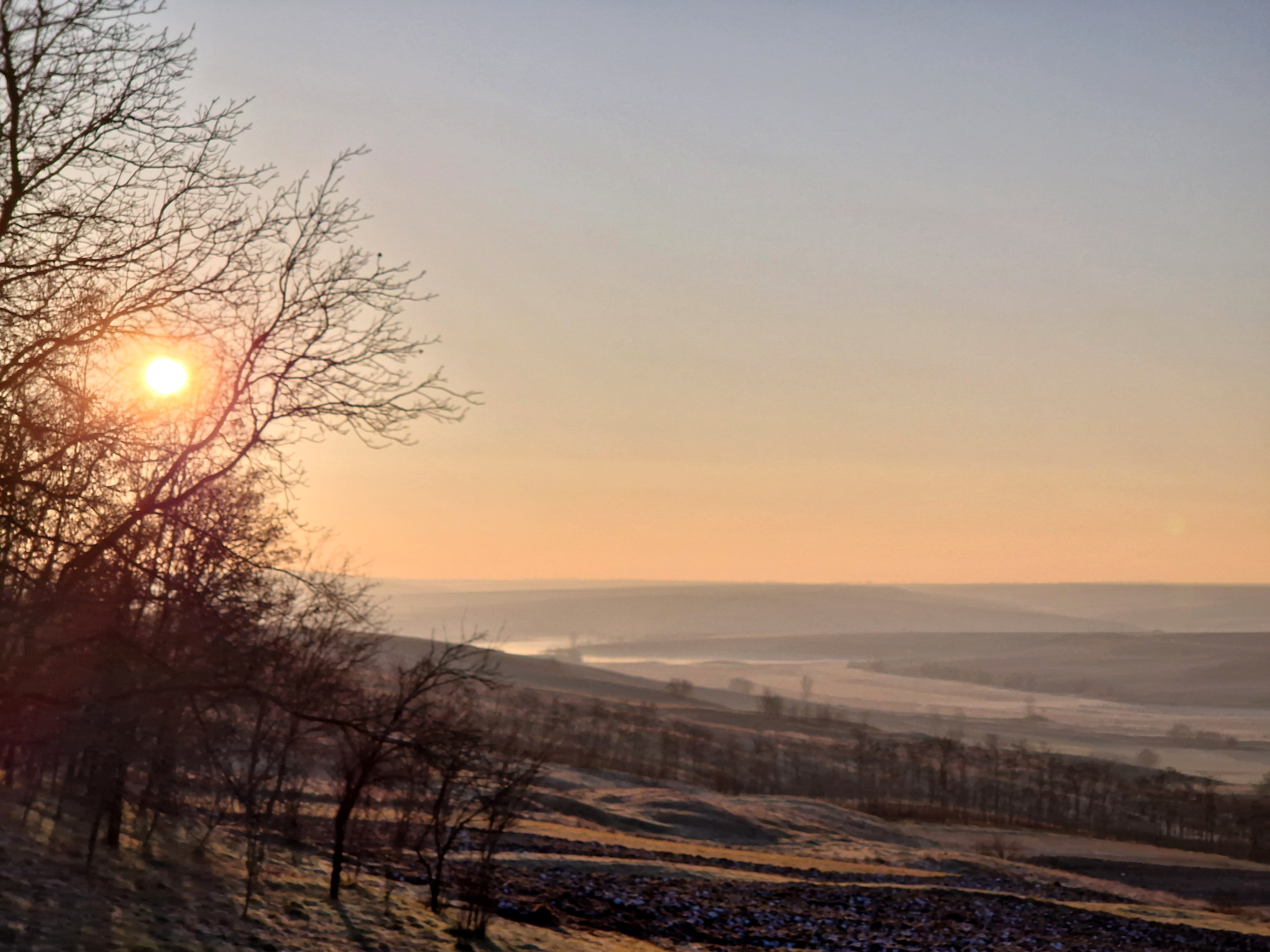
Răsărit la Iazul Calul Alb
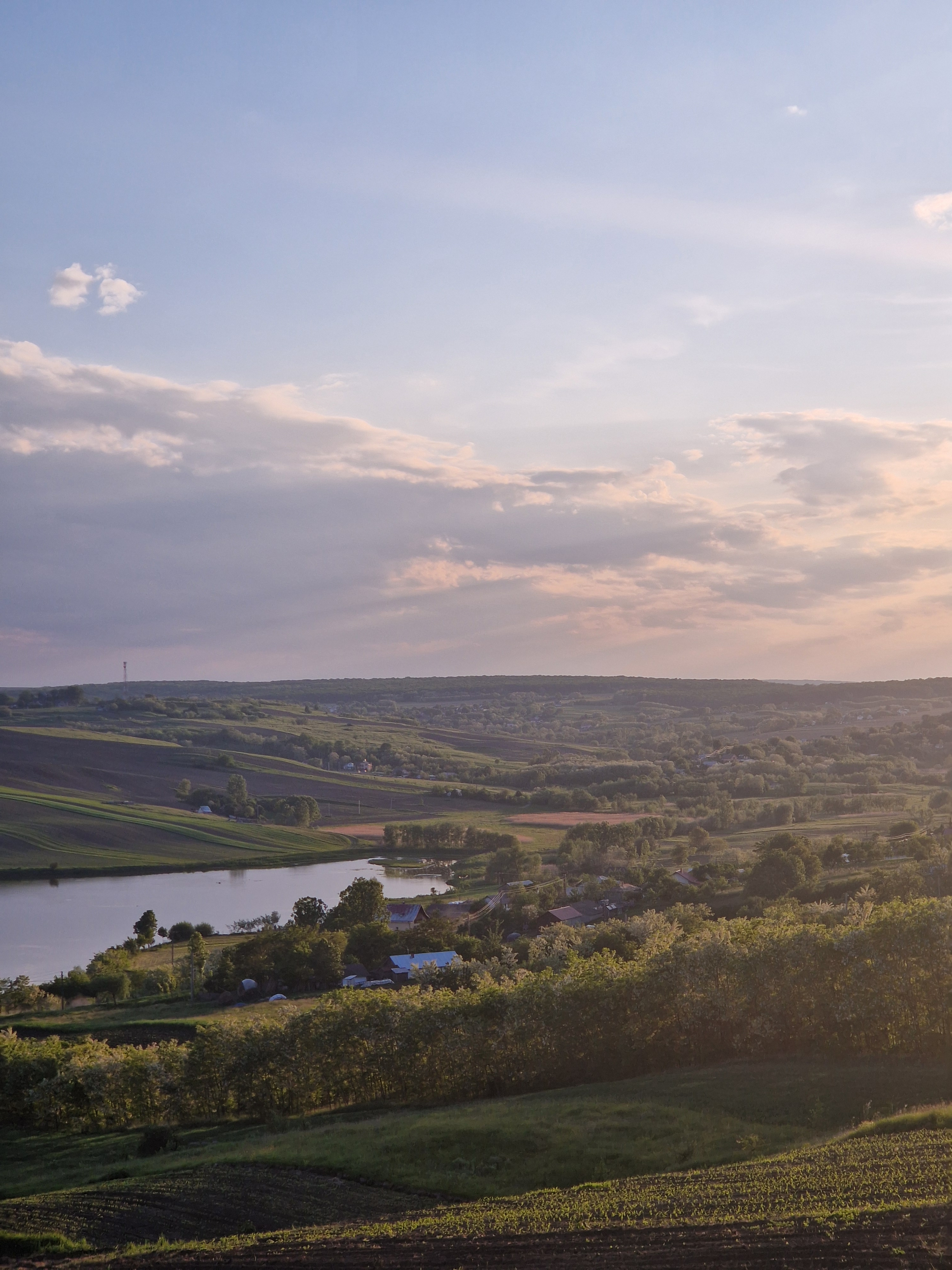
Iazul Axinte
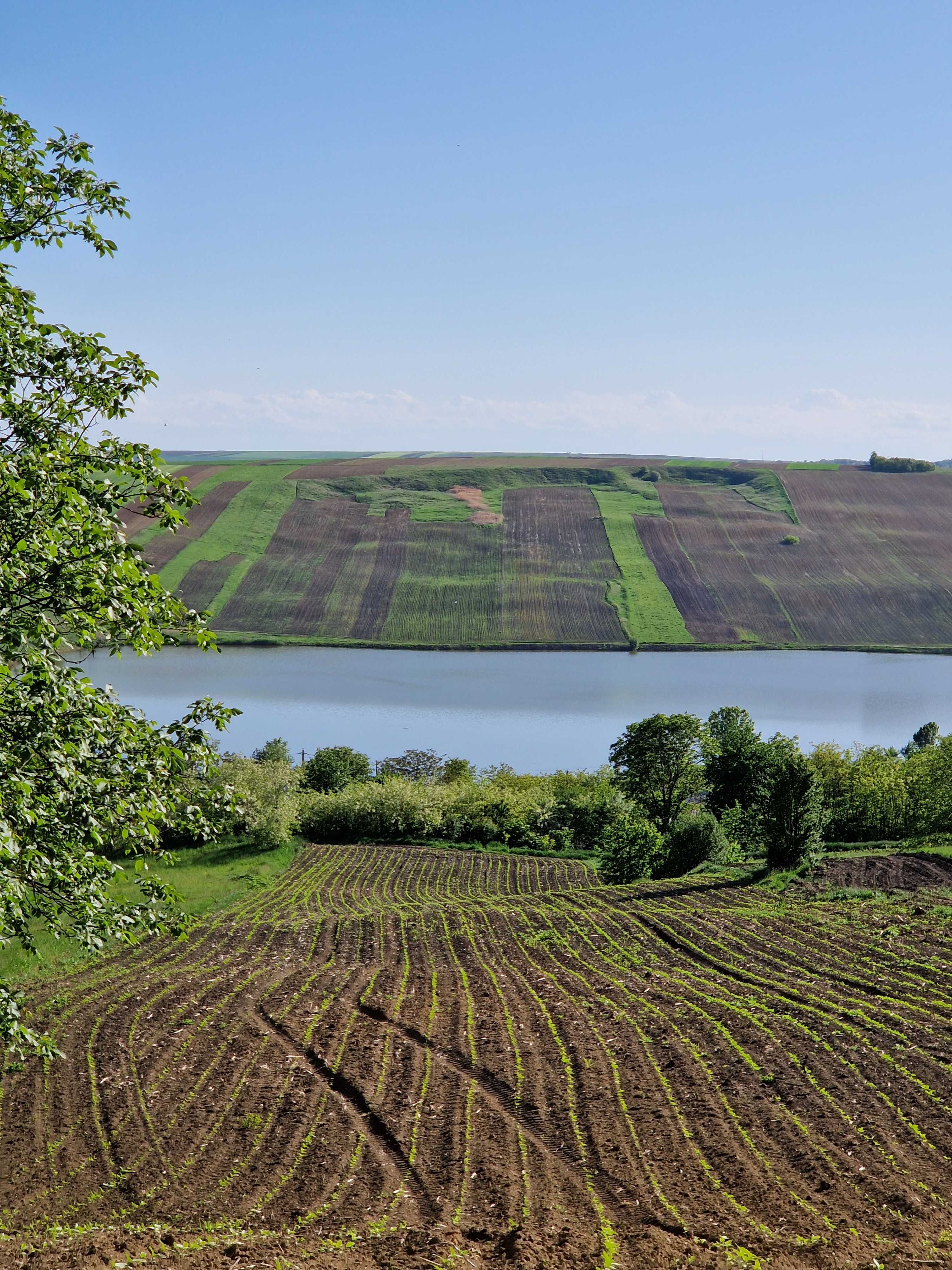
Iazul Calul Alb

Apele subterane de tip Prut se regăsesc pe teritoriul comunei în baza luncii Bașeului sub forma de acvifer principal dar și în depozitele de suprafață ca acvifer secundar, având variații semnificative de debite și nivele. Acestea sunt ape care au durități și mineralizări ridicate fiind considerate nepotabile conform STAS 1342/1992. La nivelul județului Botoșani s-a făcut o evaluare a apelor subterane freatice, ele având un debit de 1,780m³/s dar numai 0,728m³/s ar reprezenta o resursă sigură de exploatare a apei potabile.
În satul Vatra, principala sursă naturală de apă potabilă se găsește la Șipotul de la Bou-Negru, șipotele de Peste Deal și la Șipotul lui Aducesei din câmp și de la Bobești. În 2010, administrația comunei a decis forarea unui puț de mare adâncime pentru găsirea unei surse de apă cu debit mare și proprietăți fizico-chimice adecvate.

## Pădurile
Pădurile aflate pe teritoriul comunei fac parte dintr-o continuare a pădurilor din așa numiții Codrii Herței, ele ocupând peste un sfert din totalul suprafeței ce aparține de această unitate administrativ teritorială. În trecutul apropiat, loturile de pădure erau mult mai întinse. De-a lungul timpului pădurile au fost tăiate pentru obținerea de terenuri pentru agricultură chiar dacă unele zone agricole care s-au obținut astfel aveau soluri sărace. Aflate în zona de nord a comunei, pădurile sunt formate cu preponderență din fag și stejar, dar și carpen, plop, paltin, tei, frasin, jugastru, ulm și salcie. Înspre Baranca crește răchita și lozia.
Dealul Țurcanilor, Rotunda și Valea Barăncii au avut în trecut păduri ce au fost defrișate. Așa cum s-a întâmplat în toată România, a fost și la Hudești, tăierile masive au dus la micșorarea domeniului forestier. Au existat încercări de reîmpădurire după anul 1948, dar sporadice și în niciun caz la nivelul defrișărilor care s-au făcut. S-au pus perdele de salcâmi pe imașul vitelor din satul Vatra, dar au dispărut imediat după ce s-a realizat acest demers. Coastele dealurilor defrișate s.au degradat proliferând râpele și hârtoapele, După anul 1989 o parte a pădurilor a fost retrocedată vechilor proprietari. Vidul legislativ și corupția la nivel de stat au lovit și pădurile pentru că s-a făcut o exploatare intensivă a lor. Au existat locuitori, similar ca în întreaga Românie, care aveau faetoane cu doi cai și care și-au făcut o adevărată meserie din furatul și comercializarea lemnelor.
La Vatra exista un circular condus de Bostan D. Toader, la Mlenăuți unul condus de Brahă Corneliu, la Alba unul dirijat de Beșliu Constantin. Tot la Alba era un circular a lui Azâzoaie care prelucra lemnul de stejar, plop, tei și cireș. Revenind la actualitate, s-a schimbat tehnologia și circularele au fost modernizate cu mașini de tăiat de ultimă generație. Au apărut noi proprietari de circulare ca frații Chiriac D. Dănuț, Chiriac Gh. Cristi și Chiriac D. Tică.
Micșorarea arealului de păduri a avut o consecință directă și imediată - au dispărut din pădurile Hudeștilor urșii și lupii și s-a constatat o reducere semnificativă a celorlalte specii de animale. Nu este de neglijat nici fenomenul braconajului practicat de către unii dintre locuitori. Astfel se pun lațuri pentru cerbi, căprioare și iepuri și se practică alergatul noaptea după iepuri, la lumina farurilor de mașină.

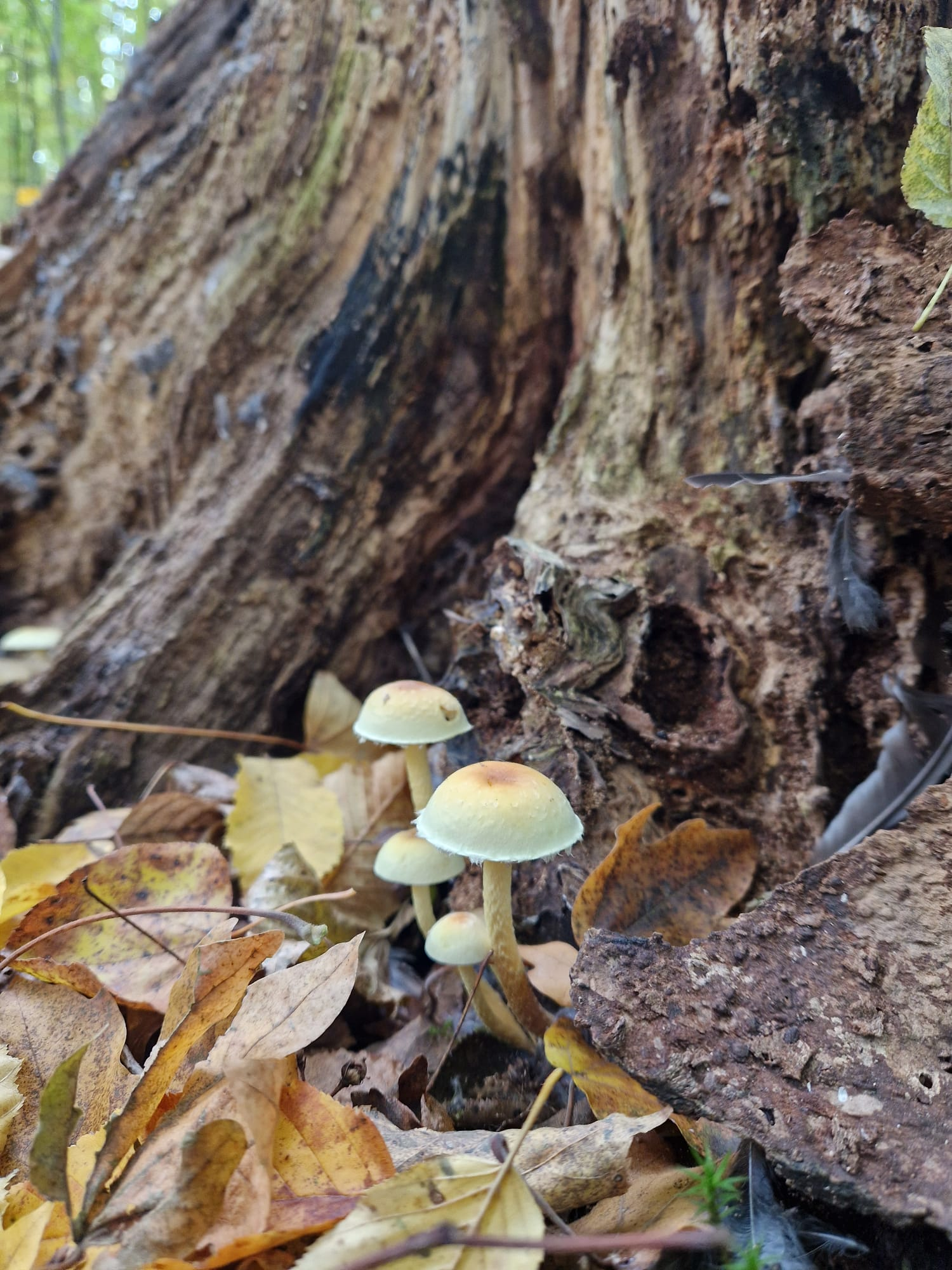
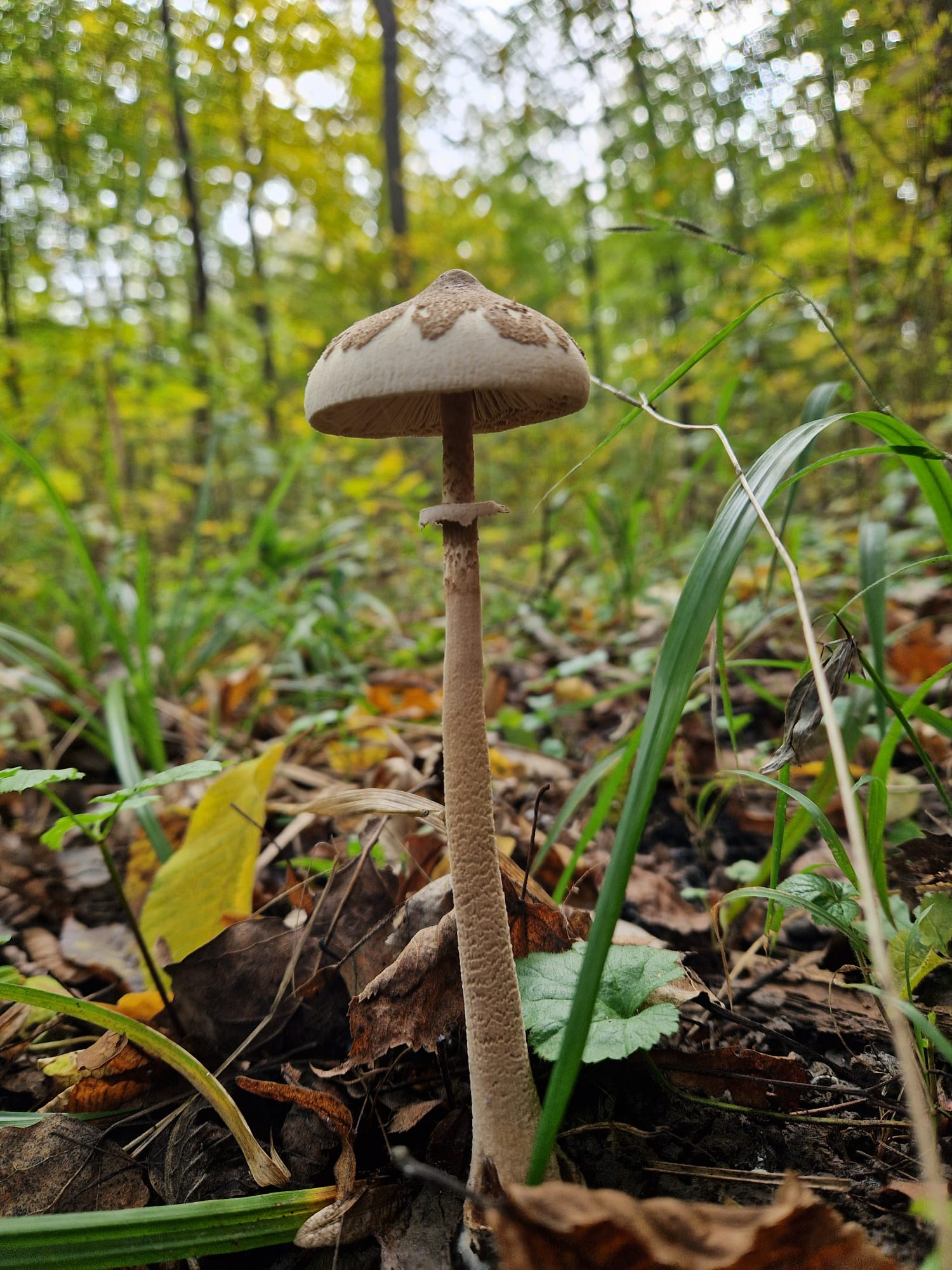
Pălăria șarpelui
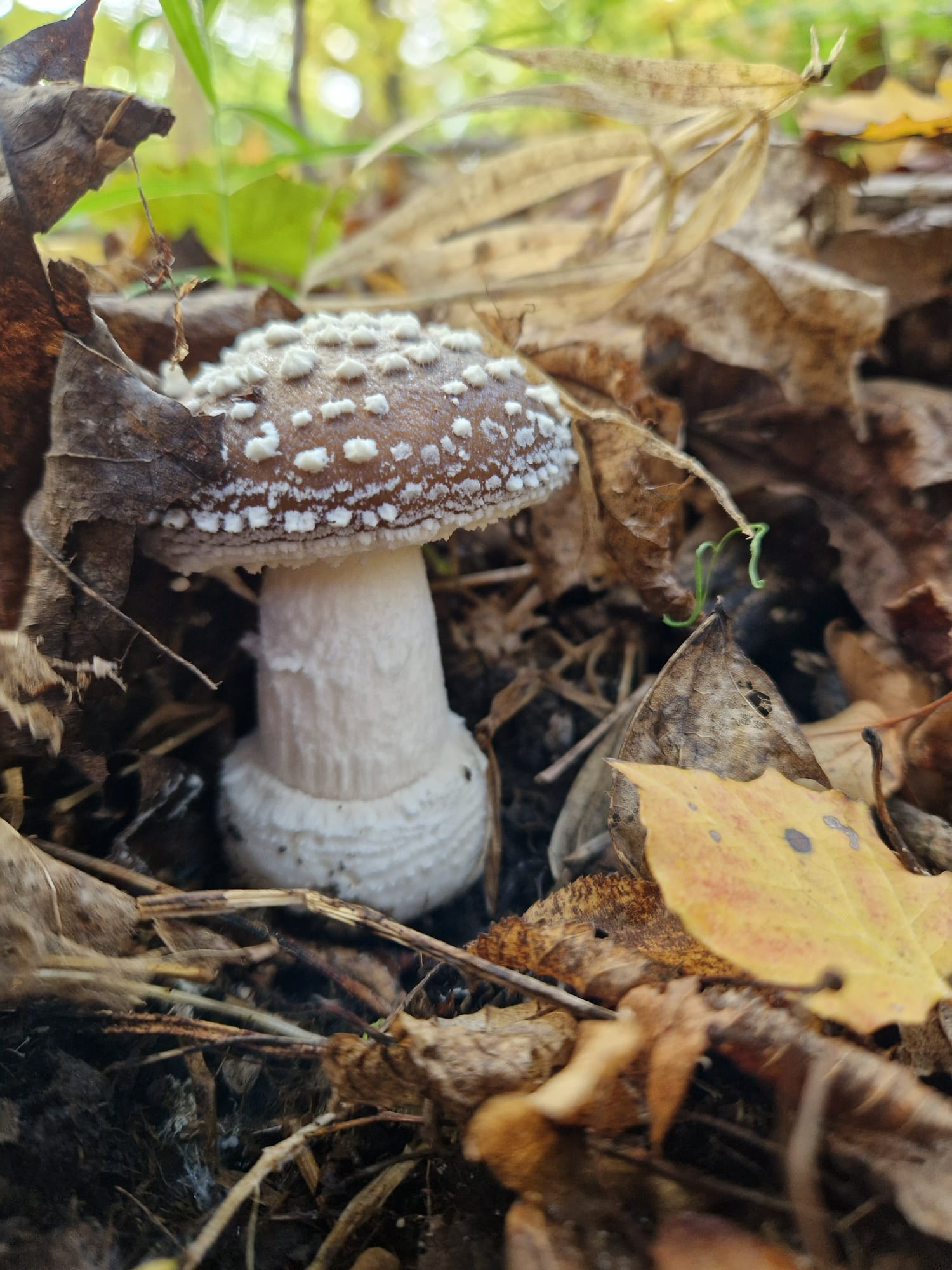
Buretele Bubos
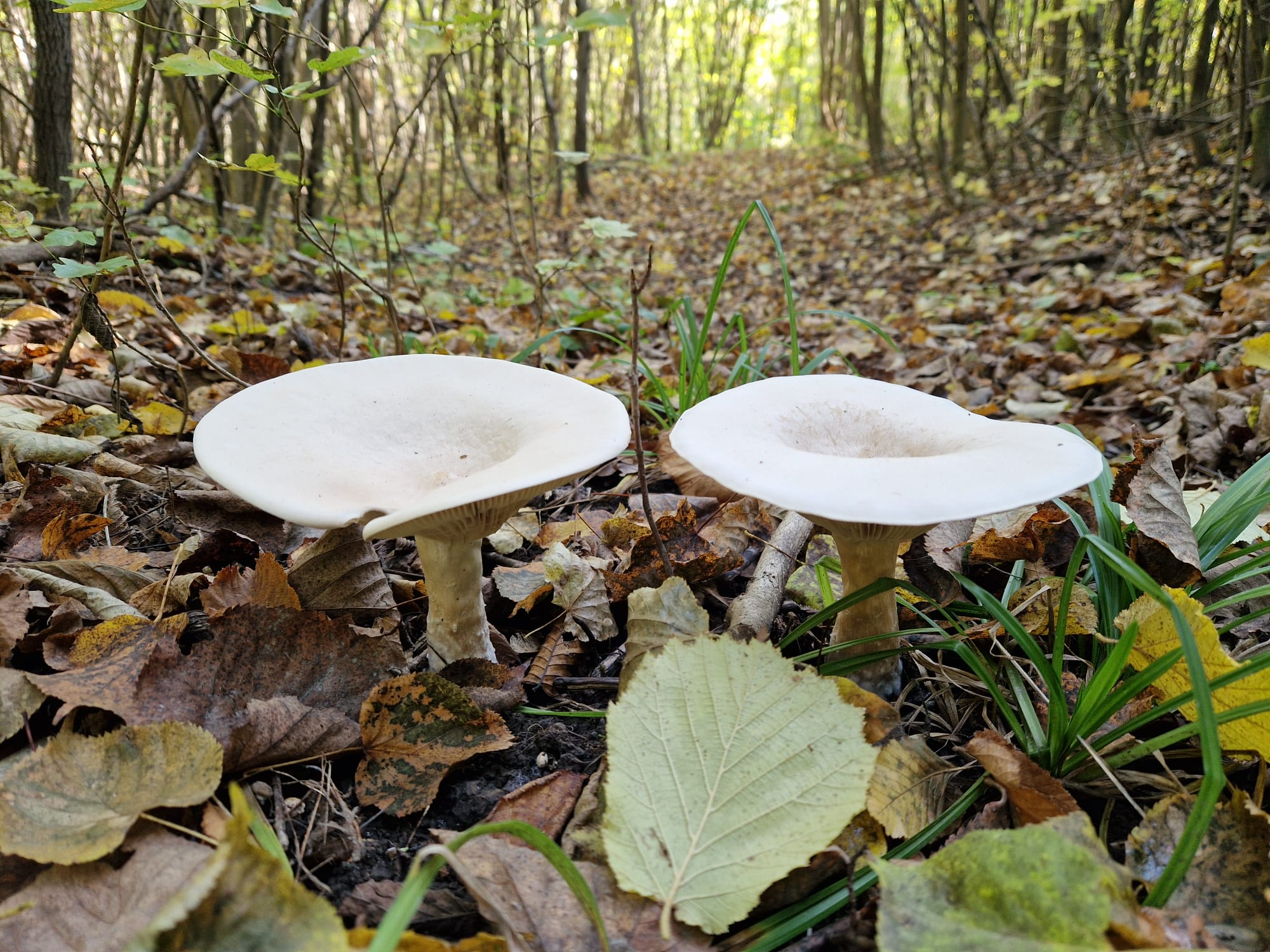
Iuțar
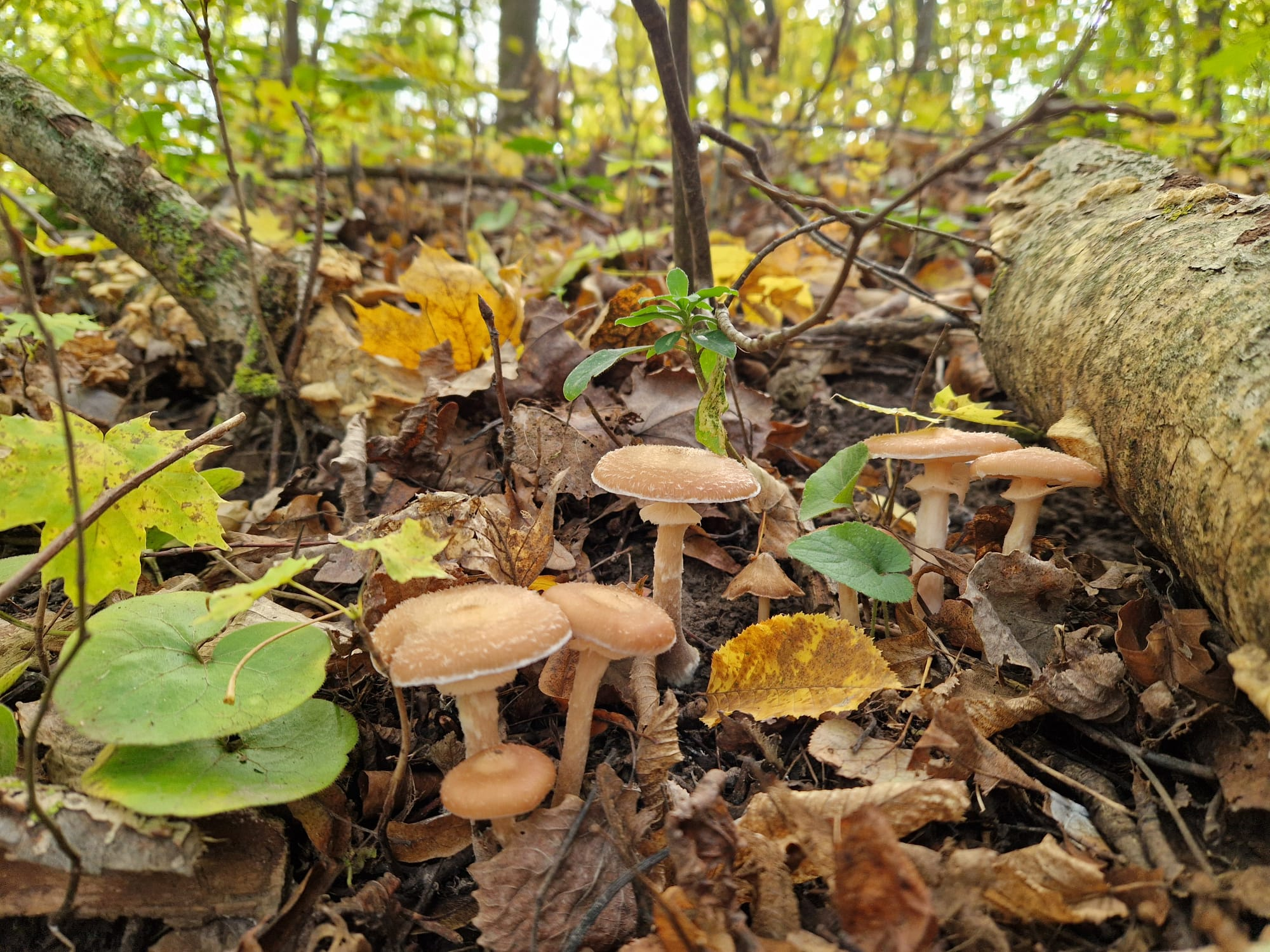
Ghebe
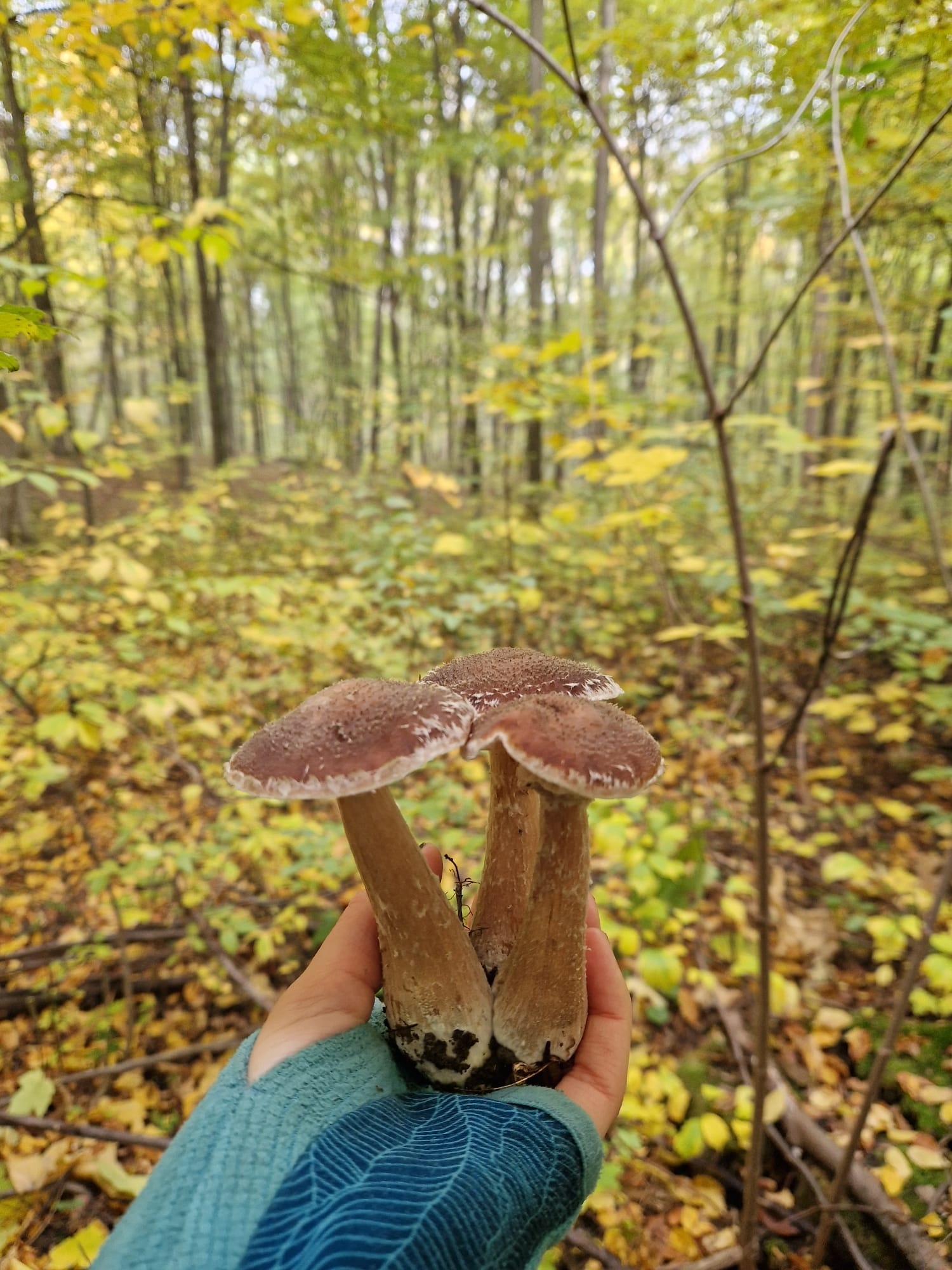
Hribi
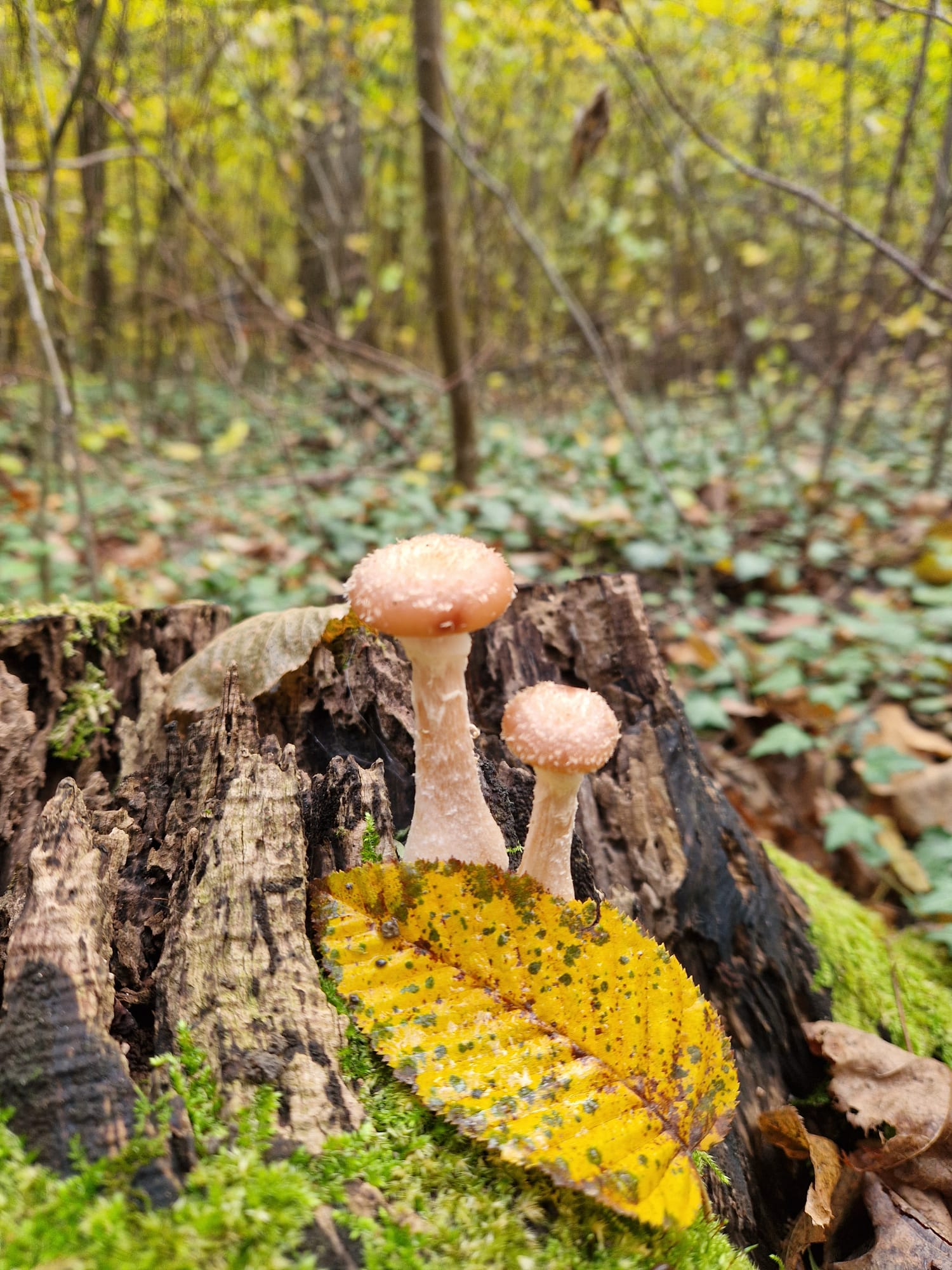
Ciuperca de miere
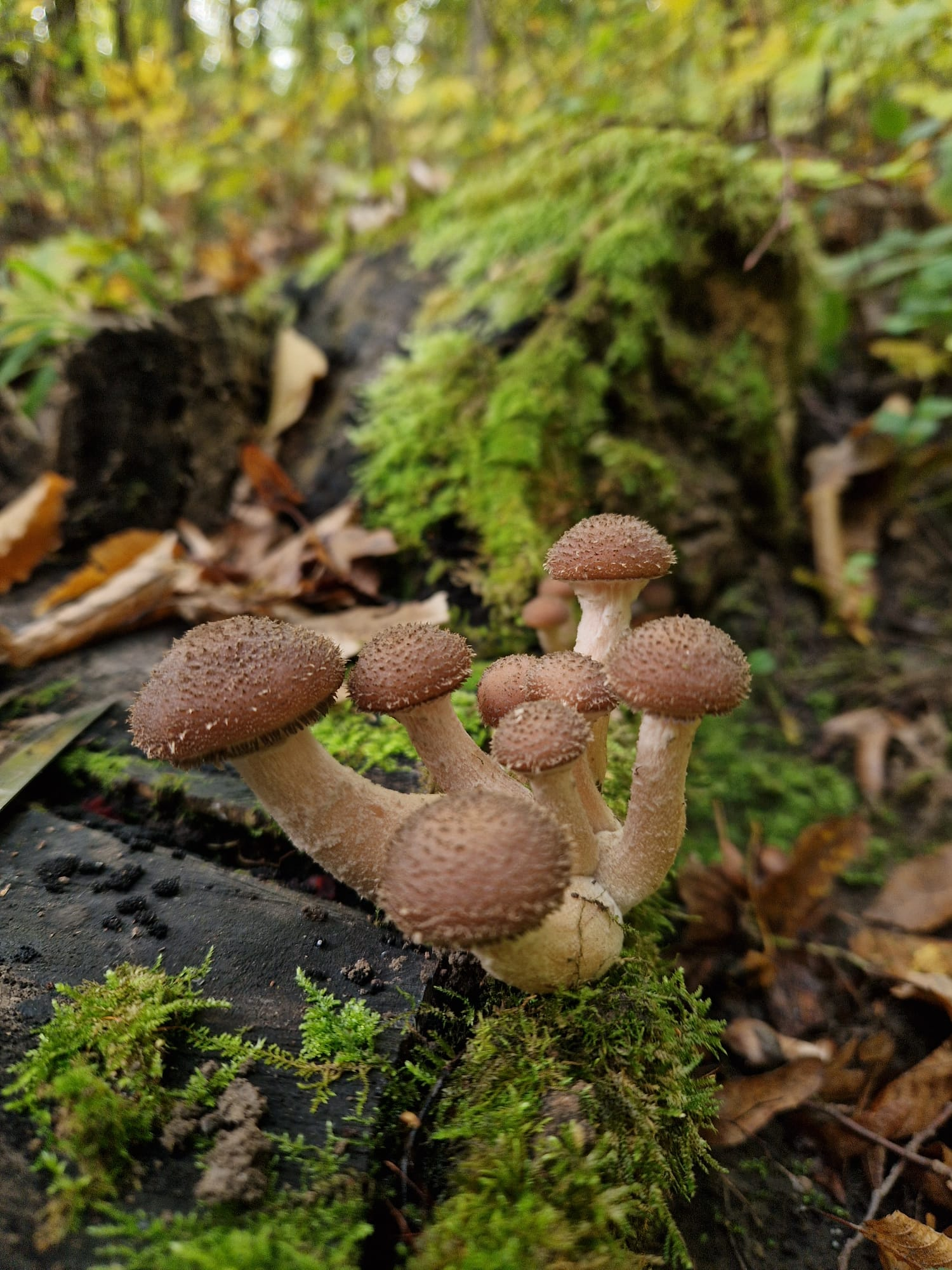
Ghebe

Despădurirea unor mari suprafețe de păduri de-a lungul secolelor și practicarea agriculturii de-a lungul pantelor după dispariția CAP-urilor comuniste, precum și pășunatul intensiv, au dus la stimularea spălării în suprafață și dislocarea de sol, care s-a concentrat în luncile văilor. Acest fenomen a contribuit la creșterea și extinderea șesului aluvial, așa numita în popor - mâlire a iazurilor și șesurilor. Acest lucru se întâmplă mai ales primăvara prin îngheț - dezgheț și vara din cauza ploilor abundente pe partea superioară a versanților ce au în componență straturi de argilă, cele mai cunoscute cazuri pentru a fi date ca exemple fiind Valea Baranca, La Râpa Babei, În Poiană și Pe Țurcani.

## Biodiversitate, floră și faună

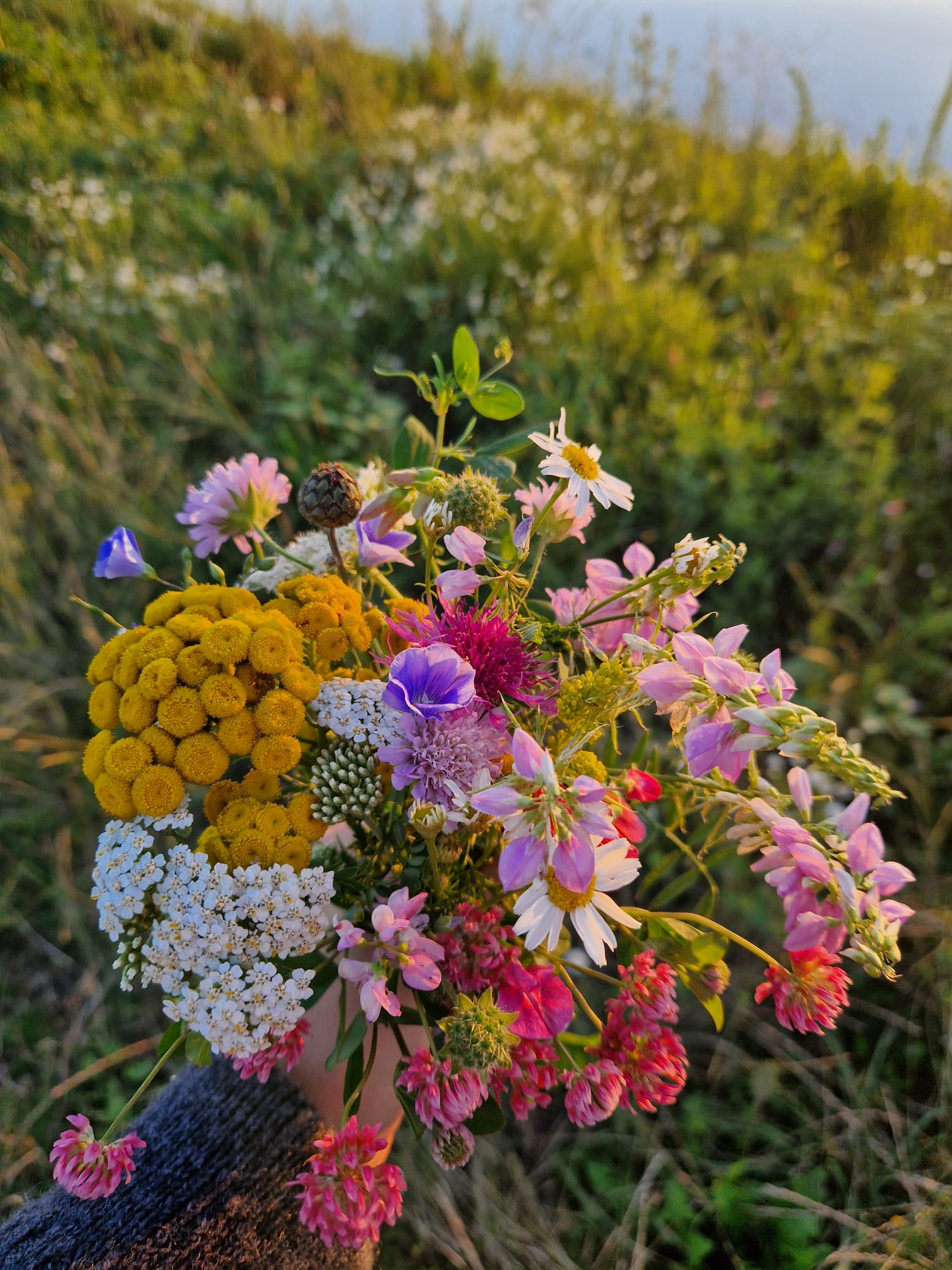
Buchet de flori de câmp

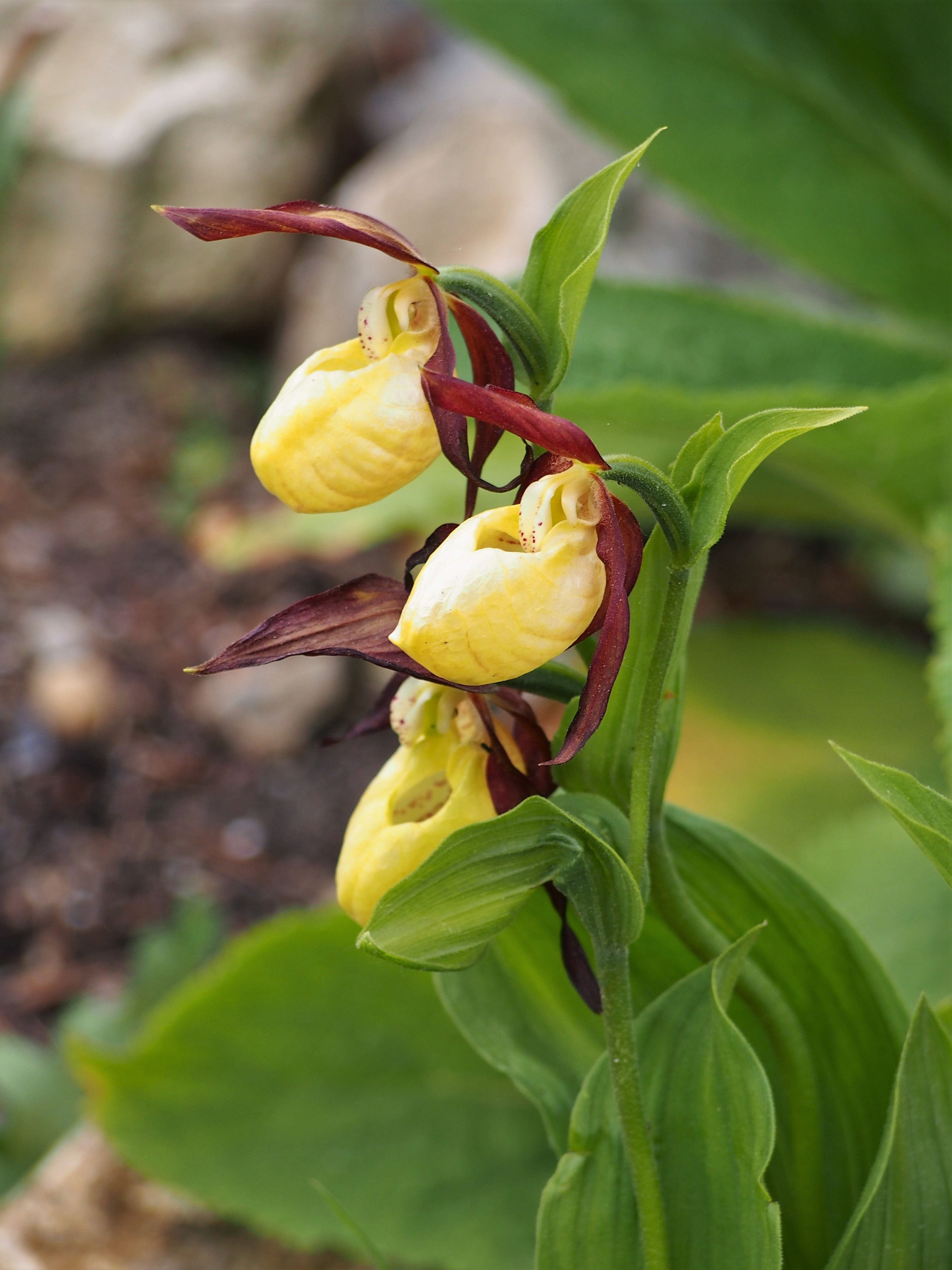
Papucul doamnei la Baranca

Biodiversitatea este apelativul locurilor unde este așezată comuna Hudești. Pe lângă pădurile aflate în administrare în nordul teritoriului, există numeroase zone de fâneață și poieni sau locuri care nu pot fi folosite în agricultură. Pot fi văzute ecosisteme în care se remarcă rochița rândunicii, romanița, sânzienele, coada șoricelului, sulfina, înflorite peste un verde crud al ierbii de primăvară. De-a lungul părăului Bașeu, pe malurile iazurilor și cu predilecție în Lunca Prutului, crește stuful care a fost folosit în trecut la acoperirea saivanelor, grajdurilor și chiar caselor - în satul Bașeu încă se mai pot vedea astfel de acoperișuri cu stuf. În proximitatea stufului crește papura și mai ales rogozul din care se făceau diverse împletituri.
Pe pajiști pot fi văzuți cățelul pământului, popândăii, nevăstuica, dihorul și jderii. Păsările domestice sunt reprezentate de rațe, gâște, prepelițe și găini. Prin păduri, mierle, ciocârlani, privighetori, sticleți, grauri, pitpalaci, dumbrăvenci, ciocârlie, cuci, pițigoi, pupeze, guguștiuci, ciocănitori negre, vrăbii, potârnici, gaițe, rândunele etc. Păsările răpitoare sunt reprezentate de uliul porumbar, uliul păsărar și hultanul. În Lunca Prutului trăiesc formațiuni vegetale specifice de luncă și pe cursul părăului Bașeu se pot vedea asociații de sărătură cu o vegetație caracteristică.
În apa iazurilor se bălăcesc pe timp de vară cârdurile de rațe sălbatice, pescăruși, lișițe, bâtlani, gâște sălbatice și lebede aflate în migrare și mai nou egretele. Deasupra sunt păsările și dedesupt se află populația de pești  - novacul, crapul chinezesc, crapul, albitura, știuca, linul, somnul, țiparul, bibanul și carasul. Apele iazurilor sunt populate de raci care în trecut erau emblema județului Dorohoi, iar prin mâluri trăiesc scoicile.  Pe miriști sau arături se preumblă berzele.

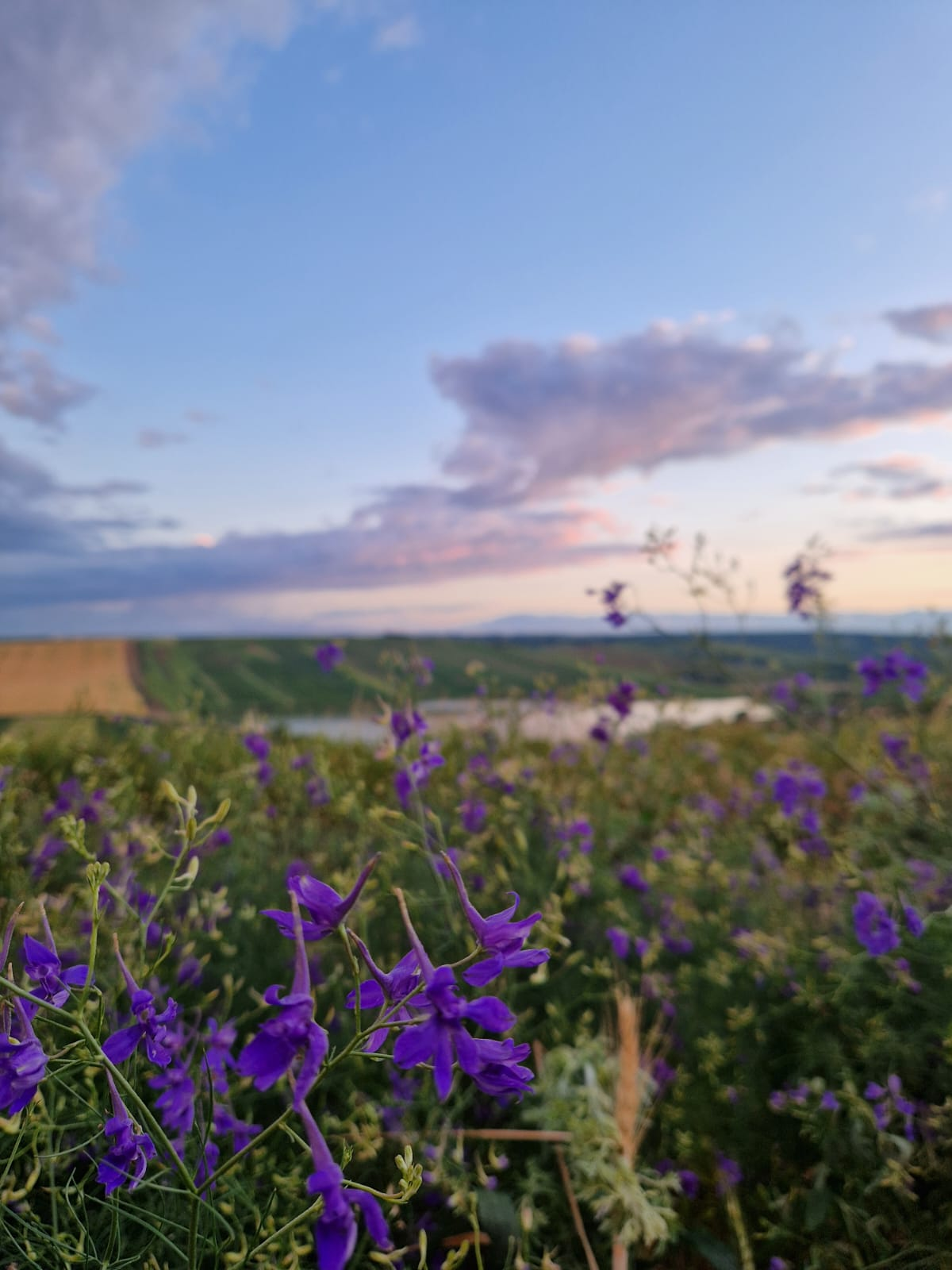
Măzăriche la Iazul Cal Alb
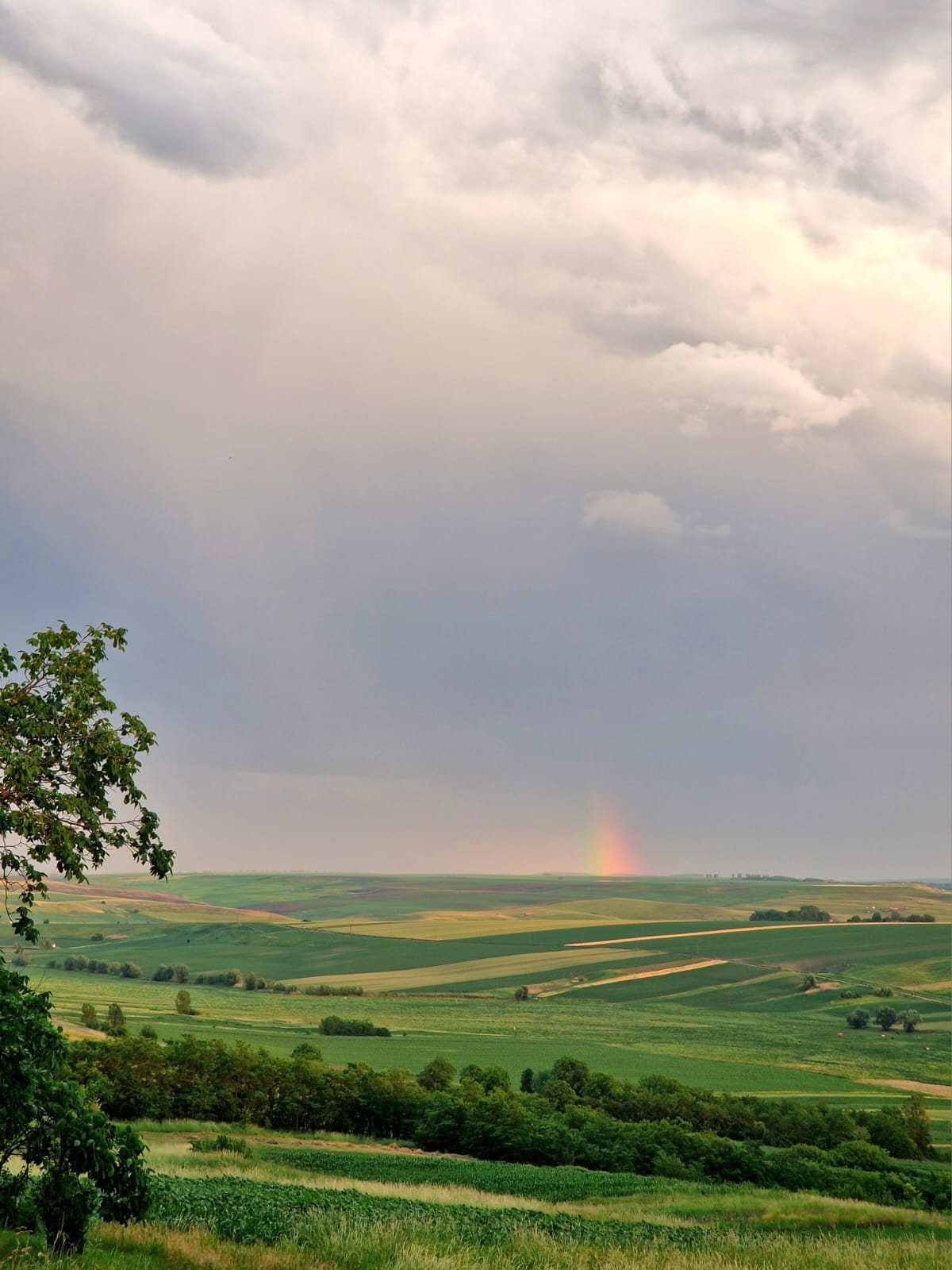
peisaj
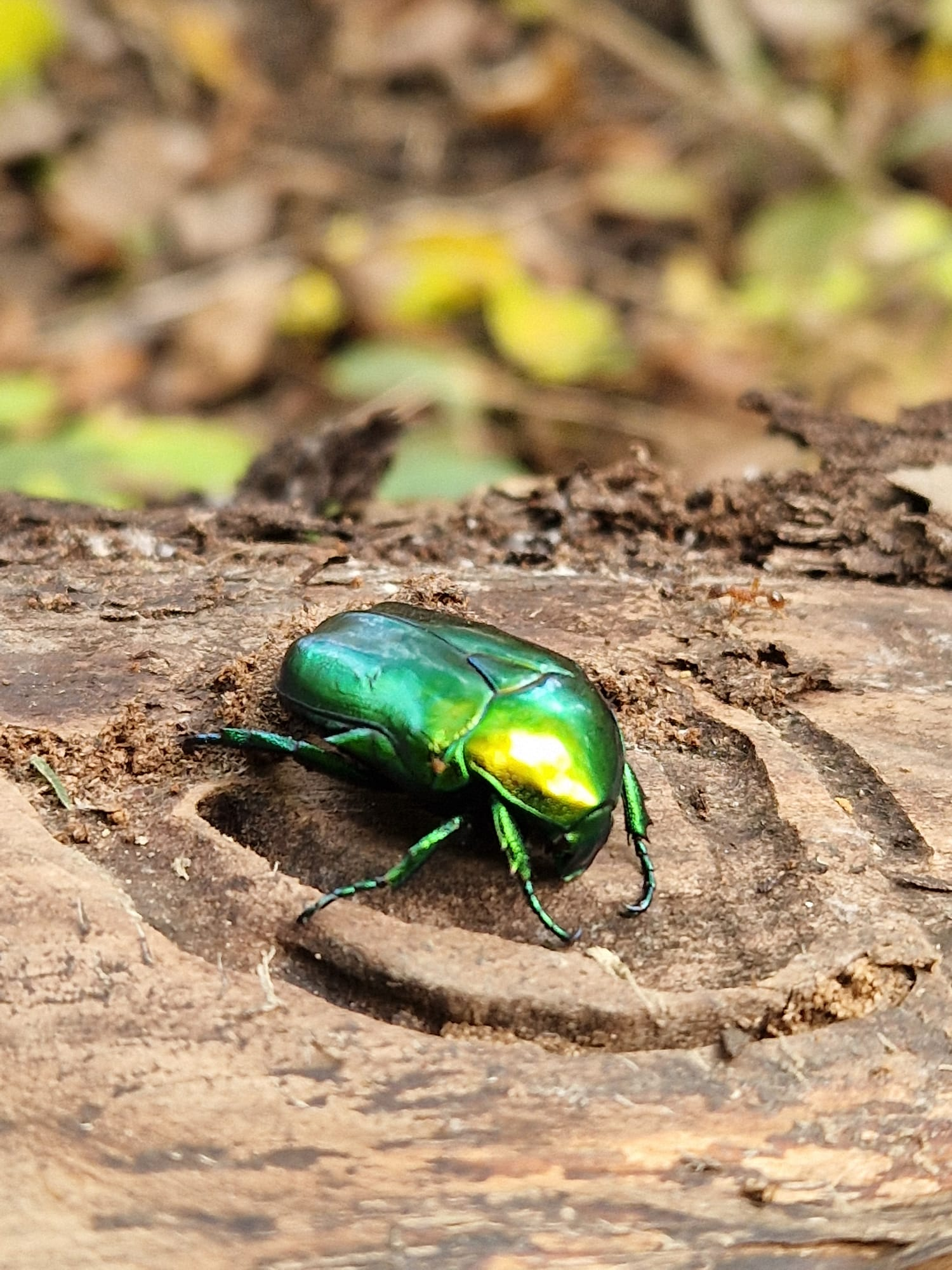
Scarabeu din pădurile Hudeștilor
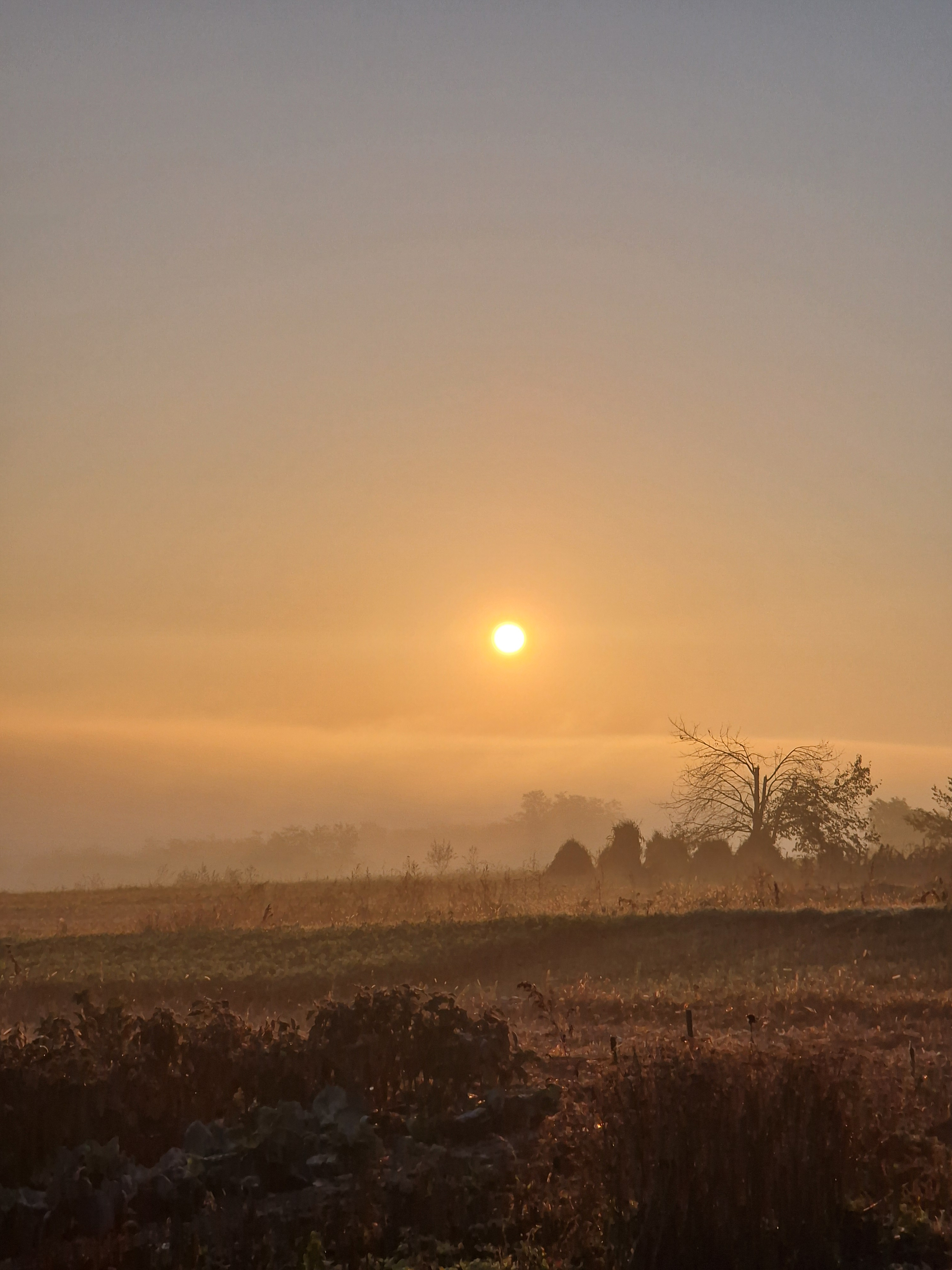
peisaj
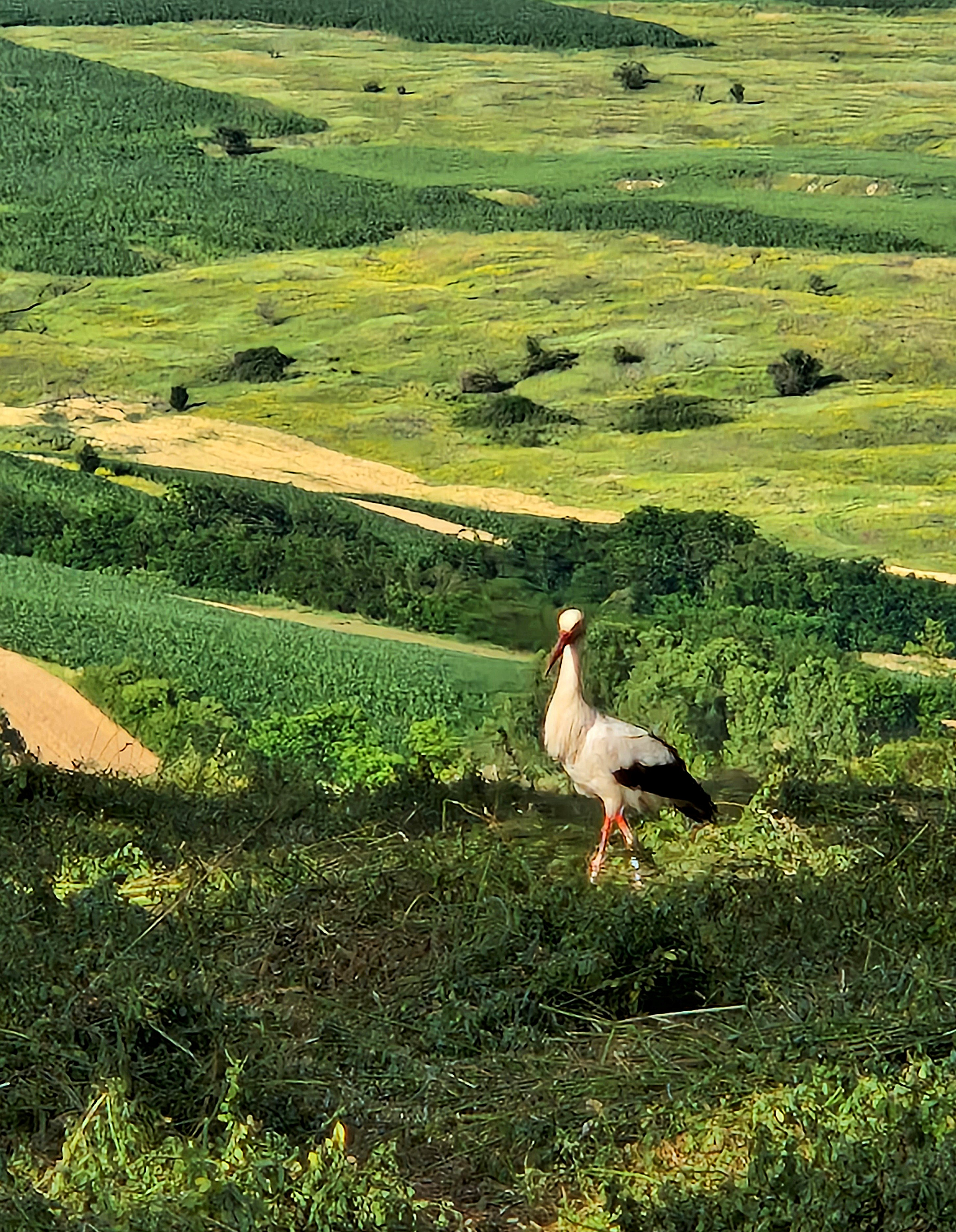
Barză la Hudești

Printre speciile de floră inventariate conform OUG 57/2007 se numără și Cypripedium calceolus ( Papucul Doamnei ) care crește în Rezervația de tisă Tudora, Pădurea Baisa, Pădurea Corni, Codrul eminescian - comuna Mihai Eminescu, Hudești ( sat Baranca ) și Pădurea Vorona. Iazurile de pe teritoriul comunal fac parte din Ariile de protecție specială avifaunistică din județul Botoșani cu numele de Rezervația avifaunistică Iazurile de pe valea Bașeului, Podrigăi, Ibănesei și din Siturile Natura 2000 ( Rețeaua ecologică europeană de arii naturale protejate).

## Resursele subsolului

### Zăcământul de nisip cuarțos
În perioada 1960 - 1963 s-au făcut cercetări hidrogeologice asupra zăcământului de nisipuri cuarțoase de la Hudești de către Comitetul Institutului Geologic al României prin I.G.E.X. ( Intreprinderea Geologică de Exploatări Miniere ). Ca urmare s-a constatat existența unui zăcământ care se întinde pe o suprafață de peste 40km² aflat în perimetrul localităților Bajura - Hudești - Suharău. Prin forajele care s-au făcut pe două perimetre restrânse, s-a determinat că zăcământul are grosimi semnificative și conținut în cuarț la cele mai ridicate standarde. Nisipul cuarțos de la Hudești este cel mai bun din România.
Prima zonă explorată a fost în perimetrul satelor Alba - Bașeu și a doua în perimetrul de nord-est al satului Hudești la kilometrul 69 de pe șoseaua DN29A, Dorohoi - Darabani. Zonele cercetate se încadrează altimetric între 140m ( lunca râului Bașeu ) și 266m ( dealul Poiana Turcului ). Nordul Podișului Moldovenesc unde se găsește zăcământul, se încadrează morfologic printr-un relief pronunțat, apărut prin fenomenul de eroziune cauzat de apele de suprafață, fapt care a dus la apariția unor văi cu un profil larg și cu pante accentuate. Relieful minor se regăsește doar în luncile văilor, cea mai importantă fiind cea a râului Bașeu care are o lățime care nu depășește 500m în cea mai lată porțiune a ei. Alunecările de teren de pe pantele văilor sunt vizibile și frecvente, însă majoritatea lor sunt stabilizate.

### Considerații geologice
Ca urmare a cercetărilor geologice s-a demonstrat că structura geologică este formată din formațiuni cuaternare, sarmațiene, tortoniene, cretacice și siluriene ( vezi Fig.1 ). Silurianul are în componență calcare compacte cenușii și uneori negricioase, cu concrețiuni piritoase. Aceste depozite au fost depistate numai cu ajutorul forajelor. Grosimea maximă care a fost penetrată a fost de 76m la forajul hidrogeologic Nr. 3615 ( vezi Fig. 2 ).
Structura cretacicului este formată dintr-un pachet de gresii cenușii, sporadic slab verzui cu diaclaze rare, peste care se află un orizont de calcare grezoase cenușii care devin lateral marnocalcare cenușii, unele negricioase și compacte. Marnocalcarele au treceri laterale către calcarele albe, de tip cretos cu concrețiuni silicioase. Deasupra orizontului de bază al Cretacicului, sporadic, se află un orizont de spongolite ce au o grosime redusă, de culoare cenușie, cu aceleași concrețiuni silicioase.
Tortonianul și Sarmațianul reprezintă Miocenul. Tortonianul este format din trei orizonturi evidente:
1. orizontul inferior are un pachet de bază format din marnocalcare cenușii cu Lithothamnium, dar și gresii silicioase care spre partea lor superioară trec la nisipuri silicioase albe cu fragmente de silex și aglomerări de bile.[32]
2. orizontul de nisipuri cuarțoase este zăcământul în sine. Aici se găsesc uneori intercalații slab cimentate care prezintă o dezvolatare neregulată. În perimetrul în care s-au făcut foraje de cercetare, grosimea zăcământului variază între 4.30m și 20.15m. Trecerile laterale ale acestui orizont în afara perimetrului de nisipuri cuarțoase, se face către gresii calcaroase și chiar calcare grezoase cu Lithothamnium.[32]
3. orizontul mediu ce are în componență gipsuri cu treceri laterale la calcare și gresii calcaroase.[32]

În plus de cele trei straturi mai există un orizont superior care are în compoziție marnocalcare cu Lithothamnium, care spre vest trec spre marne vinete cu pectinide.

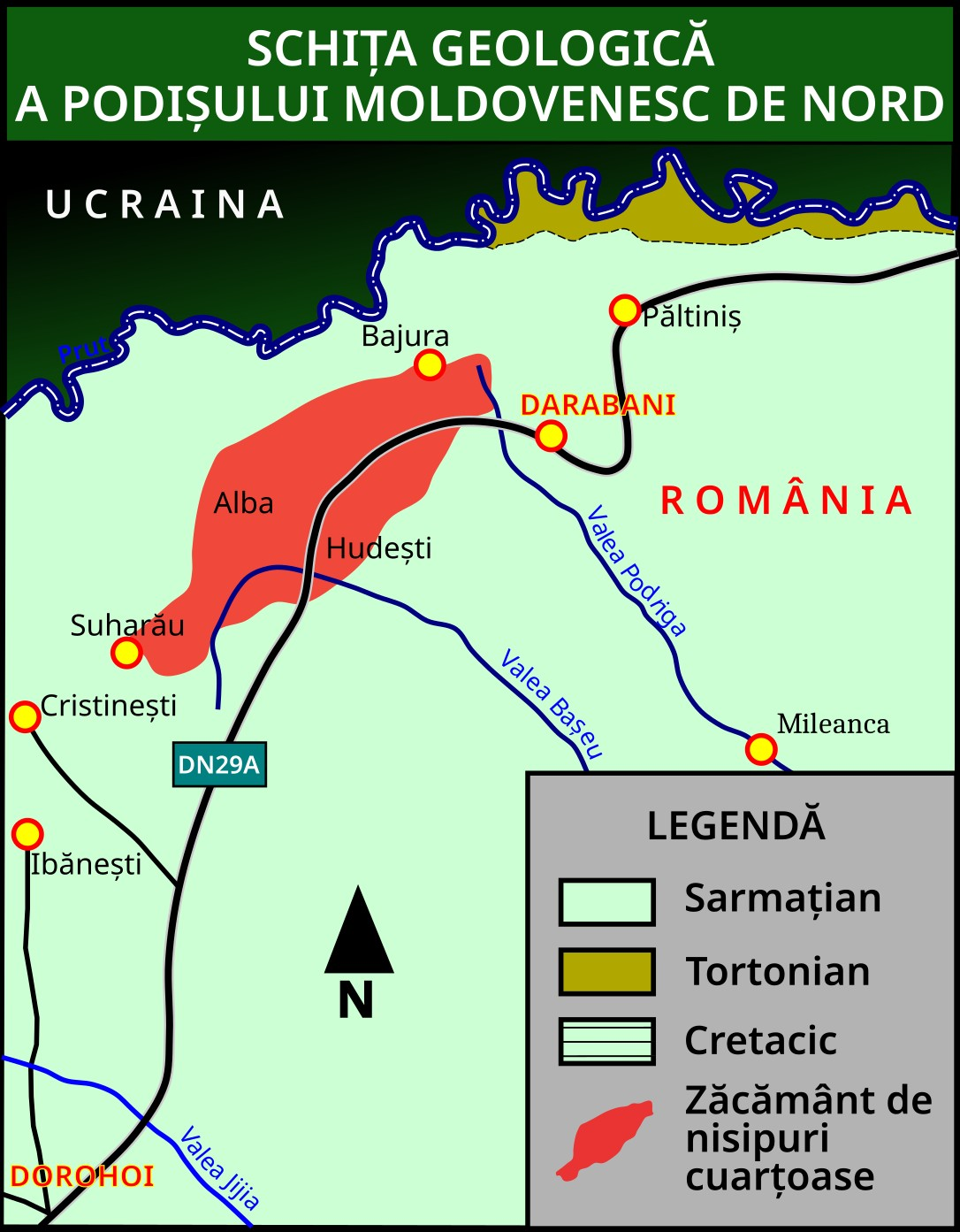
Zăcământul de nisipuri cuarțoase de la Hudești
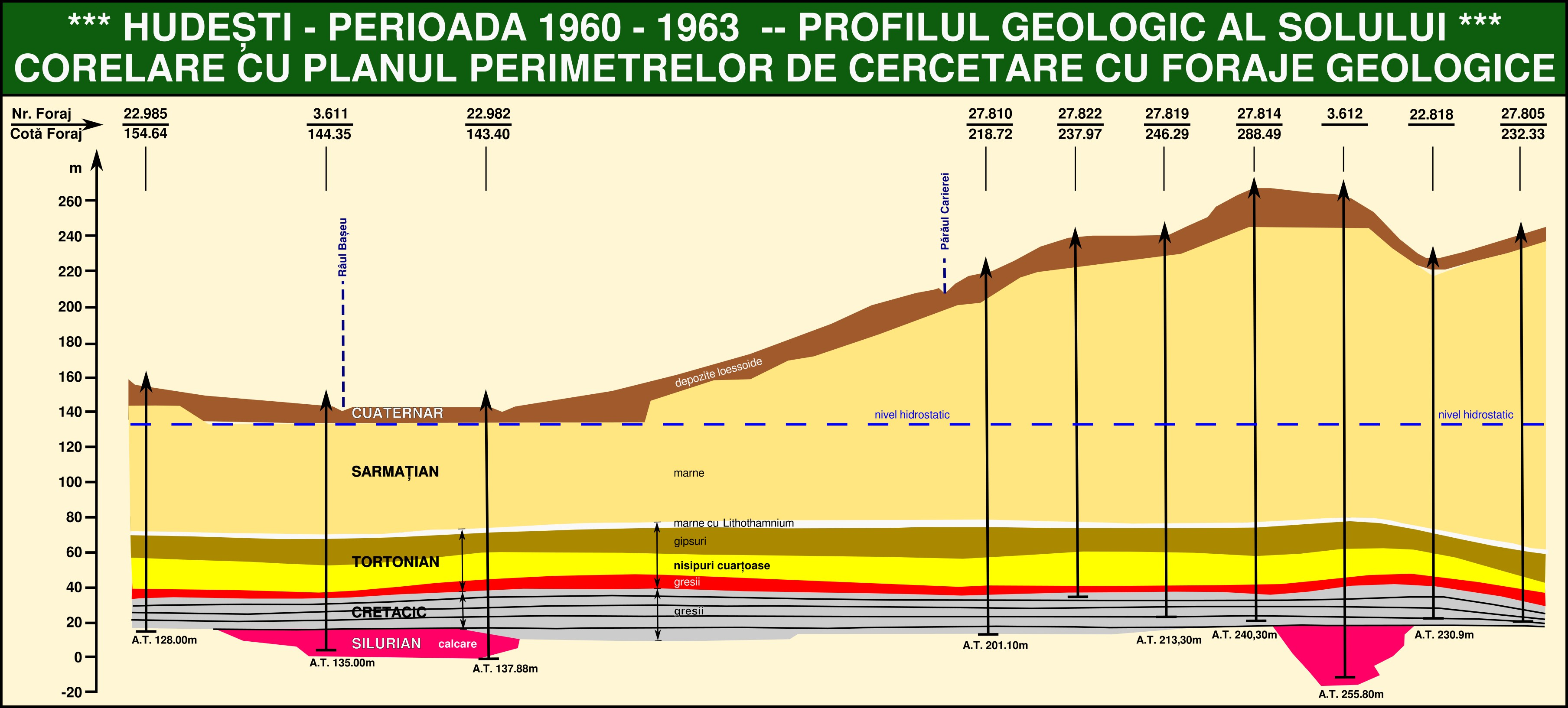
Fig. 1 -- Profilul geologic al solului.
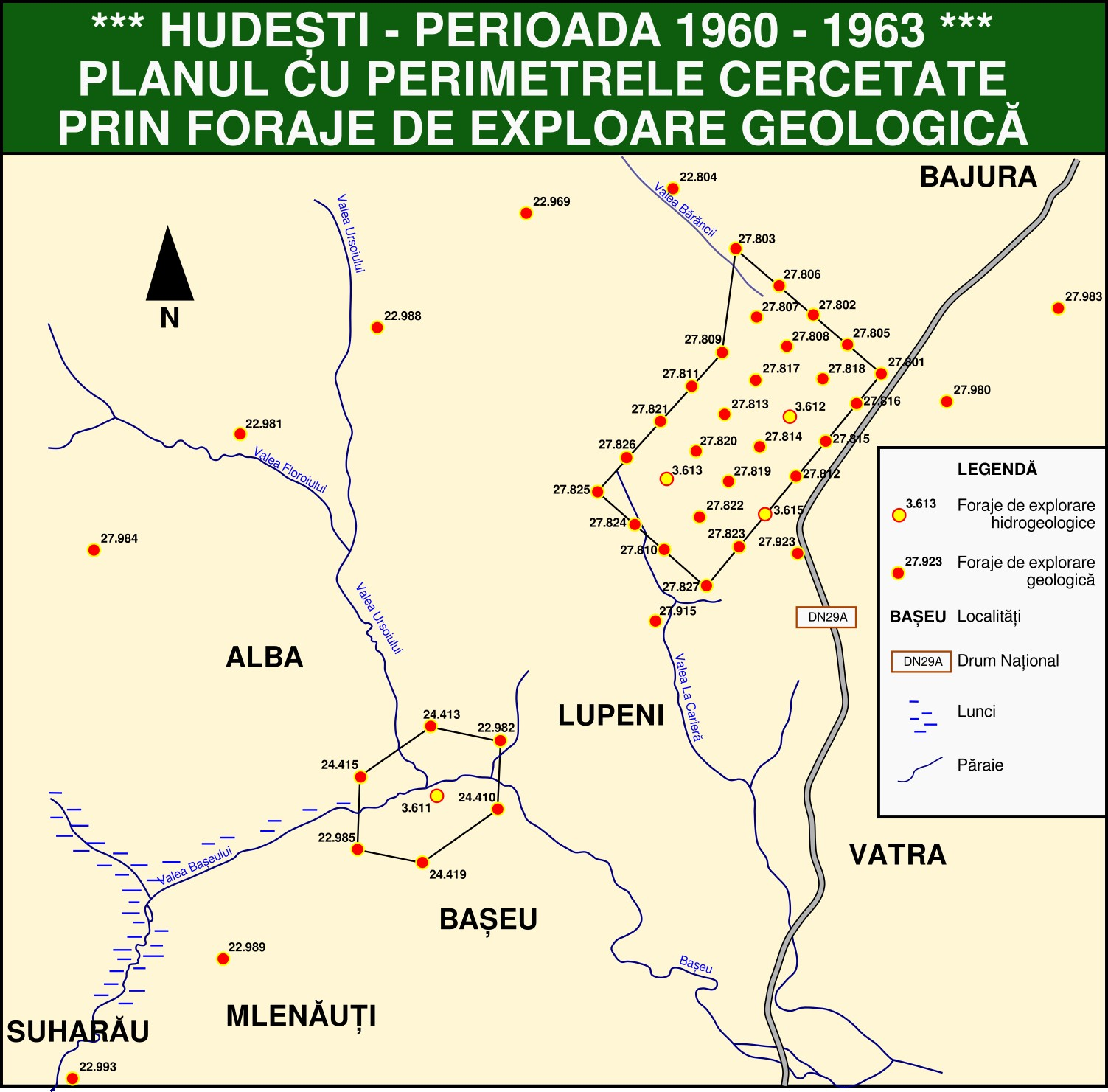
Fig. 2 -- Schița cu explorările geologice din perioada 1960 - 1963

Sarmațianul are în structură argile cenușii albicioase și marne între care se intercalează straturi subțiri de gresii și nisipuri, chiar și betonite rare, a căror grosime se încadrează între 0.05m și 0.3m.
Cuaternarul este cel mai răspândit în întreaga regiune și conține cu predilecție depozite loessoide, deluviale și aluviuni. Losseoidele acoperă zonele de interfluvii cu grosimi de până în 30m. Deluvialele se regăsesc pe versanții văilor cu argile nisipoase și concrețiuni calcaroase rare. Depozitele aluvionare se văd în luncile păraielor și au în componență nisipuri argiloase fine și argile cenușii.
Detalii aprofundate privind rezultatele tehnice ale cercetării hidrogeologice făcute în perioada anilor 1960 - 1963 se găsesc în comunicarea susținută în ședința de comunicări științifice a Institutului Geologic al României, din 9 aprilie 1965, pe igr.ro, pag. 97 - 113 ( vezi Bibliografia ).
Un alt studiu a fost făcut în 2001 de Ion Petcu și publicat în 2006 în Romanian Journal of Stratigraphy vol. 79. Studiul prezintă stratigrafia depozitelor neogene din zona Hudești - Platforma Moldovenească.

### Exploatarea zăcământului
Exploatarea minieră de la Hudești a început în anul 1967 prin I. E. M. M. Dorohoi care și-a început activitatea în industria extractivă din România prin exploatarea zăcământului de silex și nisipuri cuarțoase de la Miorcani, județul Botoșani. Patrimoniul fostei societăți comuniste a fost preluat de MINDO S. A. Dorohoi care s-a înființat în anul 1991. Societatea are o activitate de peste cincizeci de ani în acest tip de minerit, dar și în prelucrarea nisipurilor silicioase pentru domeniul ceramicii și sticlăriei. A produs de-a lungul timpului  nisipuri purificate folosite pentru ceramica fină, fire de sticlă, sticlărie de menaj, sticlărie automată și tehnică, electrotehnică, turnătorii, adezive și mortare uscate.
Începând din perioada anilor 1999 - 2001, a început declinul activității, deci și a exploatărilor de la Miorcani și Hudești, din cauza deschiderii pieței europene pentru produsele din China. Ca efect, industria sticlăriei și cererea de nisipuri cuarțoase au înregistrat scăderi semnificative.
MINDO S. A. a deschis un sediu secundar la Hudești în 10 ianuarie 1997 și la Miorcani în 14 iulie 1998. Activitatea societății la Hudești s-a încheiat începând cu anul 2014 din cauză că producția mortarelor uscate și utilizarea nisipului cuarțos au devenit nerentabile, totul coroborat cu un consum energetic și de lianți ( var și ciment ) ridicat, prin comparație cu produsele similare realizate cu nisipuri de râu. Situația a fost similară și la Miorcani unde se desfășura activitatea de extragere a bilelor de silex folosite  la corpurile de măcinare a nisipului cuarțos pentru producția de cuarț micronizat ( făinuri de silice ). Deoarece exploatarea nisipurilor cuarțoase de la Hudești a fost închisă de mult și zăcământul de bile de Miorcani a fost epuizat, întreaga activitate din Hudești și Miorcani a fost închisă definitiv și sediile secundare au fost desființate în 2020.
MINDO S. A. producea în 2025 adezivi și mortare uscate, polistiren expandat, gleturi, tencuieli decorative și alte materiale pentru construcții și este parte a grupului LongShield Investment Group S. A.. înființat în 1992, ca fond de investiții alternative de tipul societăților de investiții – F.I.A.S., categoria Fond de investiții alternative destinat investitorilor de retail – F.I.A.I.R. LongShield este administrată de Muntenia Invest S. A. ca acționar majoritar. MINDO S. A. este listată la Bursa de Valori București din 1996 cu simbolul MINO.

## Galerie cu imagini

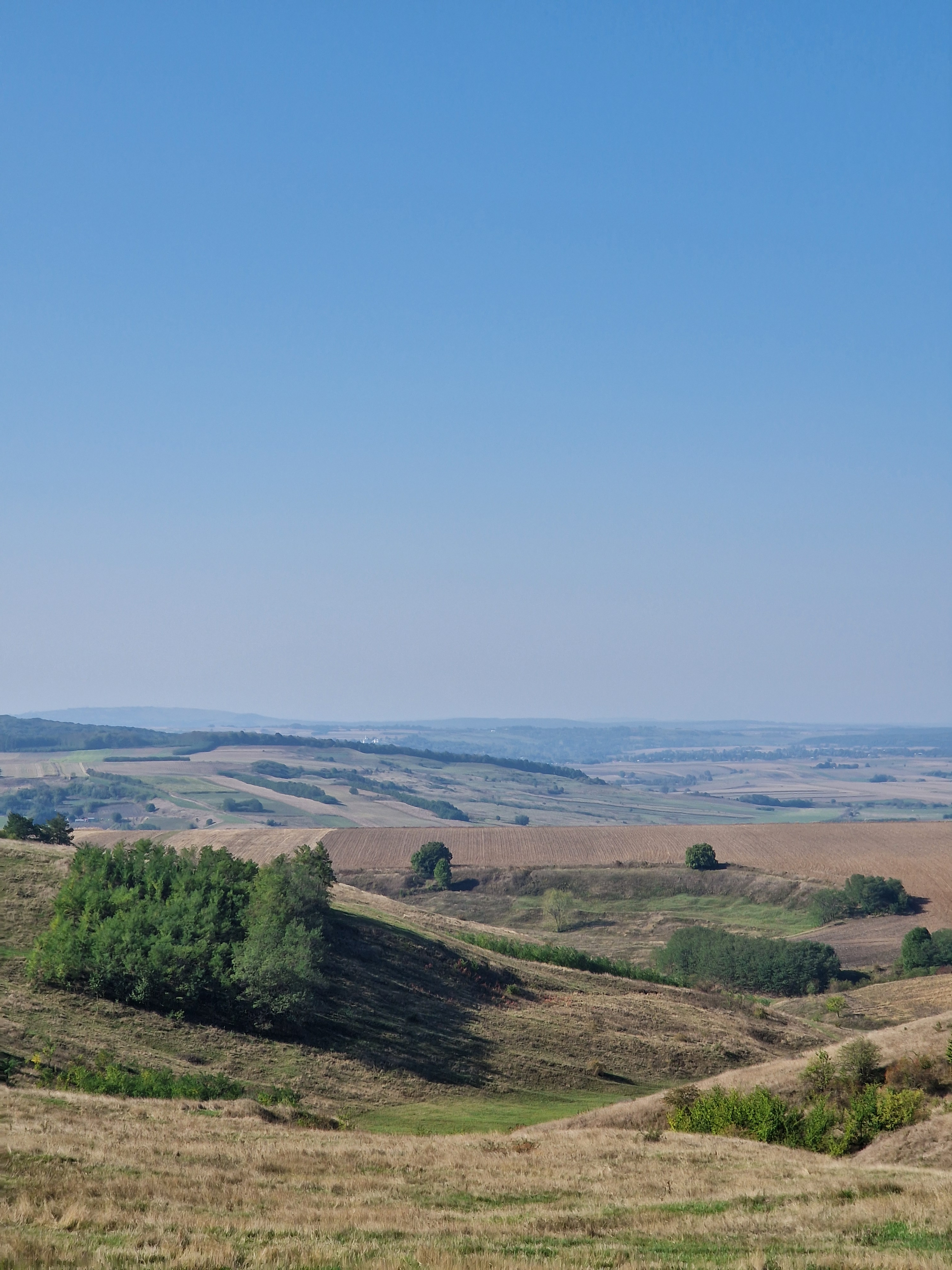
Dealuri de podiș
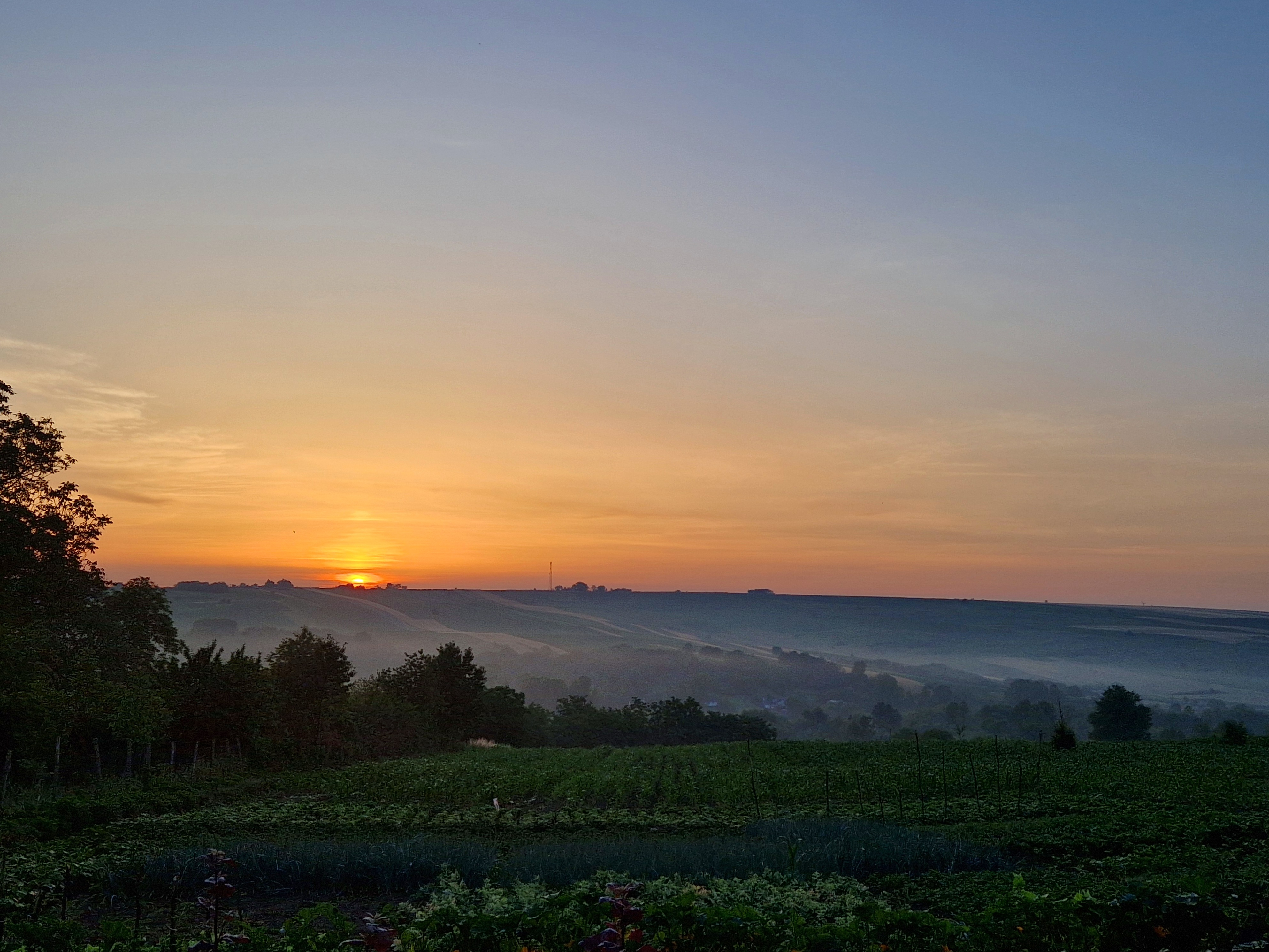
Răsărit de soare pe Dealul Izvorului
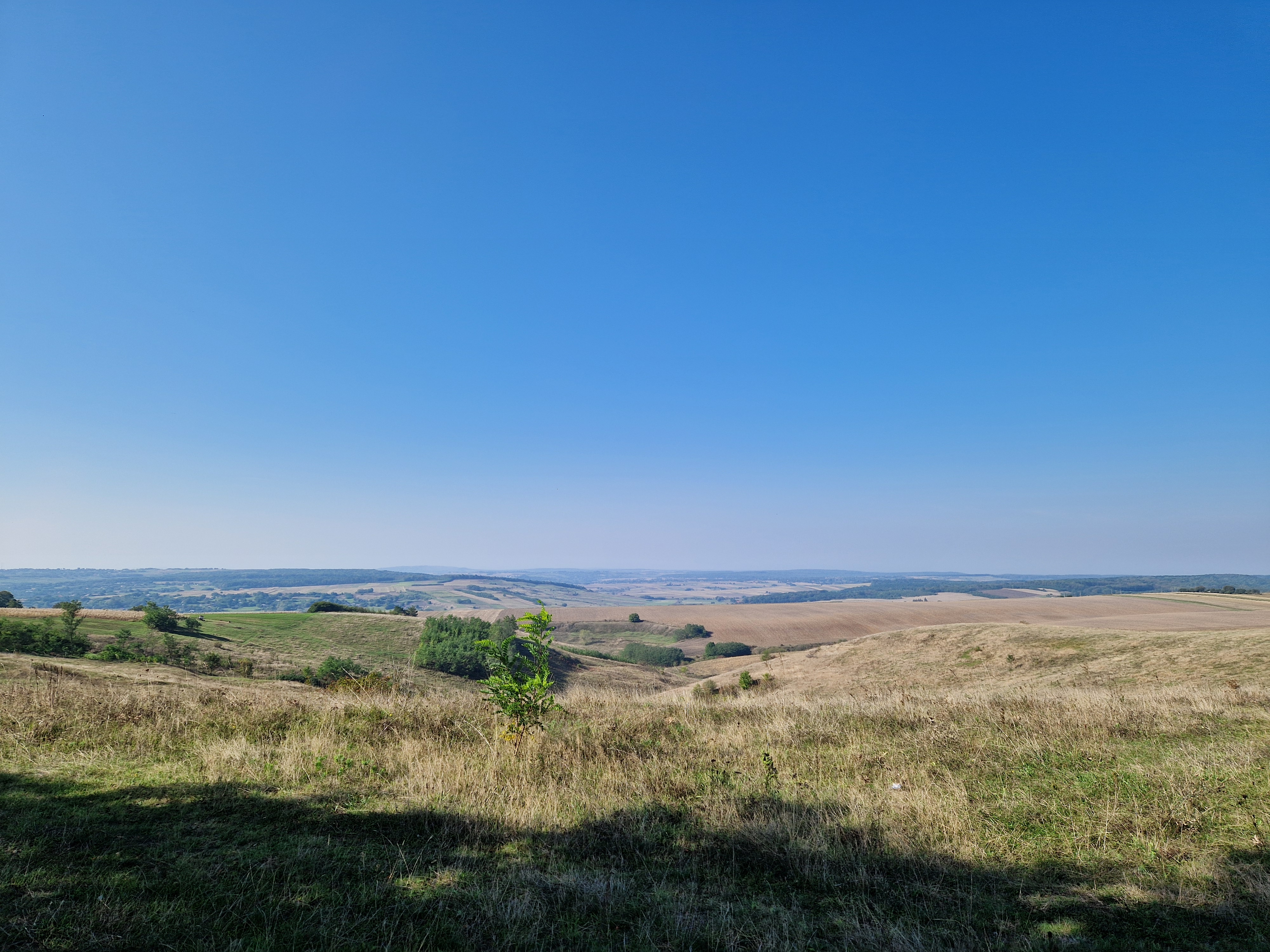
Dealuri de podiș
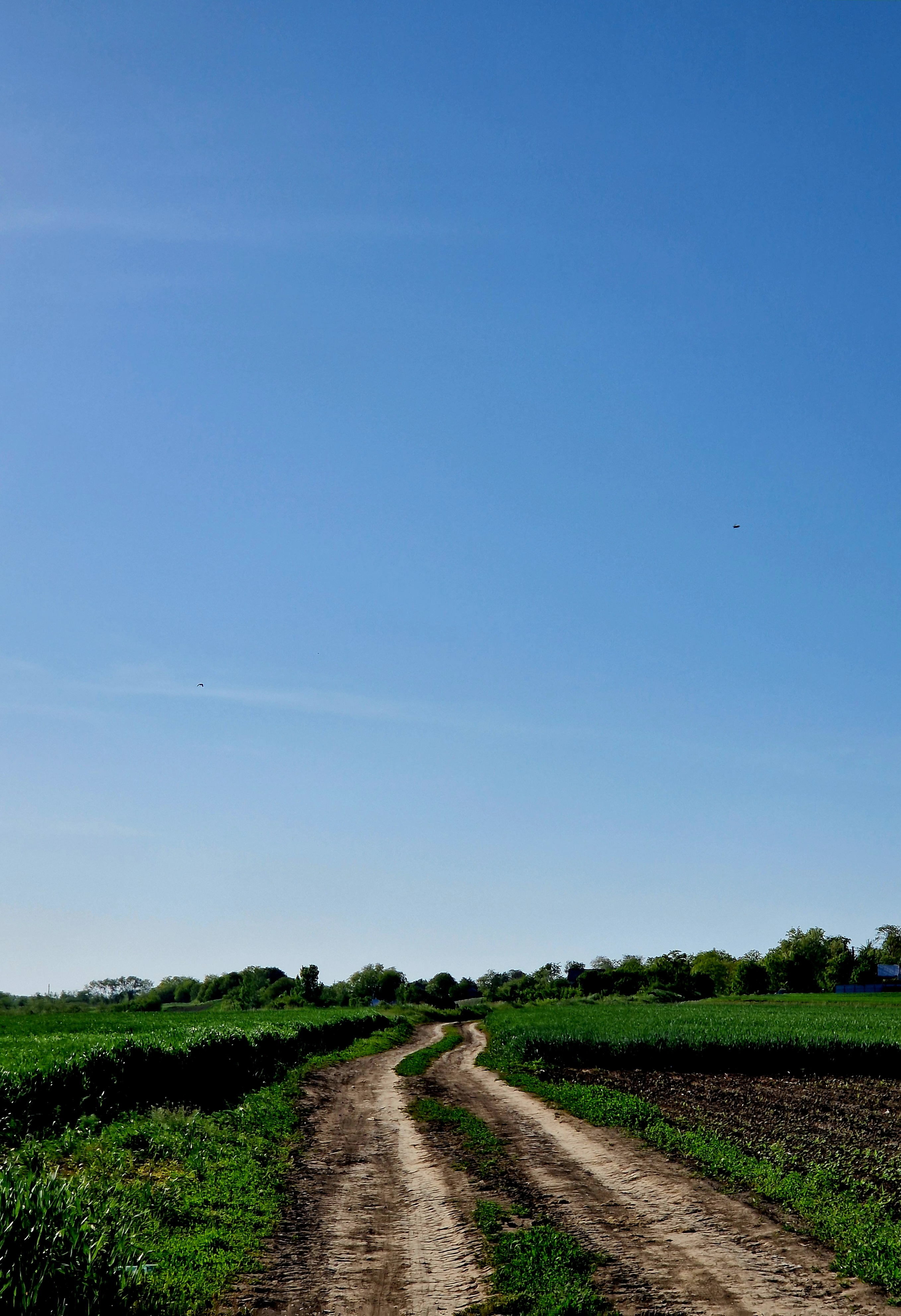
Drum pe Dealul Izvorului